# Campionat del món d'escacs de 1985
El Campionat del món d'escacs de 1985 es va disputar entre Anatoli Kàrpov i Garri Kaspàrov a Moscou, entre el 3 de setembre i el 9 de novembre de 1985. En Kaspàrov guanyà, i esdevingué així el tretzè, i més jove de la història Campió del món, a l'edat de 22 anys.

## Antecedents
És difícil entendre l'edició de 1985 del Campionat del món de manera aïllada, considerant que es va celebrar només 7 mesos després de l'altament controvertit acabament del Campionat del món de 1984 disputat entre els mateixos jugadors. El 8 de febrer de 1985, després de 48 partides que s'havien estat disputant durant més de 5 mesos, el campionat de 1984 es va cloure sense cap resultat, essent així el primer, i fins ara únic, campionat mundial d'escacs en acabar d'aquesta manera.
La política dona una altra perspectiva als enfrontaments entre Kaspàrov i Kàrpov. Degut al clima de canvi polític que hi havia a Rússia en aquells temps, els matxs es descriuen sovint com un xoc d'ideologies, entre la "nova Rússia", representada per Kaspàrov i Mikhaïl Gorbatxov i "la vella Rússia", representada per Kàrpov i comunistes com ara Leonid Bréjnev.
El matx va ser també de particular importància a causa de la força de joc dels dos competidors. Kaspàrov és ara generalment reconegut com el millor jugador d'escacs de tots els temps, mentre que Kàrpov és considerat també com un dels top 5 en aquesta classificació.

### Els jugadors
En el moment del matx, Kàrpov era qui tenia més Elo dels dos jugadors, amb 2720 punts. Kaspàrov el seguia de prop, amb una puntuació de 2700. Hi havia una gran diferència d'edat entre els dos jugadors, amb Kàrpov (34) 12 anys més gran.
Entre la fi del matx de 1984 i el començament del de 1985, en Kaspàrov va jugar matxs d'entrenament contra Robert Hübner a Alemanya, (+3 =3), i contra Ulf Andersson a Suècia, (+2 =4)
En Kàrpov també va mostrar que estava en bona forma, quan va jugar i guanyar el torneig OHRA d'Amsterdam, sense perdre cap partida.
Com en els matxs anteriors pel campionat del món, ambdós rivals varen emprar d'altres jugadors com a segons per ajudar-los en la preparació de les partides i en l'anàlisi de partides ajornades. Els segons de Kàrpov foren els Grans Mestres Sergei Makarichev i Ígor Zàitsev, i també rebé assistència de Iefim Hèl·ler i Evgeni Vasiukov. Els segons de Kaspàrov foren els Grans Mestres Josif Dorfman i Alexander Nikitin, amb Gennadij Timoscenko i Ievgueni Vladímirov col·laborant.

### El matx

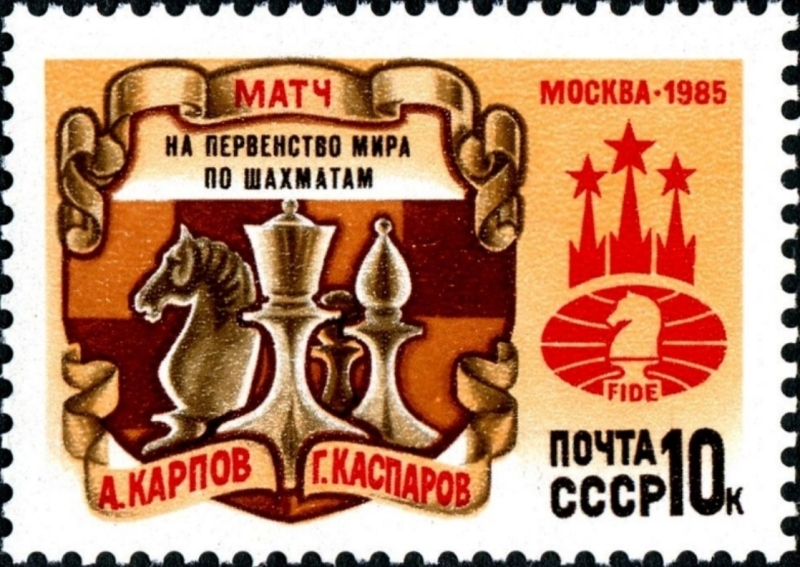
Segell soviètic dedicat al campionat del món de 1985

El campionat del món de 1985 represenatava el reiniciament del matx de 1984. Degut a la durada extrema del matx anterior, la FIDE va acordar, al seu congrés de Tunísia de juliol de 1985 que el proper Campionat del món tingués una durada limitada, i es jugués al millor de 24 partides. Si el matx acabés en un empat 12-12, en Kàrpov conservaria el seu títol. Com que Kàrpov havia estat liderant el campionat de 1984, se li va concedir també una revenja automàtica si perdia.
El reglament de joc establia que cada jugador havia de fer un mínim de 40 moviments en 2 hores i 30 minuts, amb ajornaments per a l'endemà després dels 40 moviments completats.
La seu preferida per Kaspàrov era Leningrad, i s'havien rebut ofertes per acollir el matx de Buenos Aires i Marsella. Al final, amb el suport de la Federació Soviètica d'Escacs, la FIDE va seleccionar la "Sala de concerts Txaikovski" de Moscou, com a seu per a l'encontre.
La cerimònia d'obertura se celebra el 2 de setembre, i el sorteig de colors el guanyà en Kaspàrov, cosa que significava que duria les blanques a la primera partida, que havia de començar el 3 de setembre de 1985. L'àrbitre principal del torneig fou Vladas Mikėnas.

## Les partides
|   | a | b | c | d | e | f | g | h |   |
| 8 | a8 negres torre · b8 negres cavall · c8 negres alfil · d8 negres dama · e8 negres rei · h8 negres torre · a7 negres peó · b7 negres peó · d7 negres peó · f7 negres peó · g7 negres peó · h7 negres peó · e6 negres peó · f6 negres cavall · c5 negres peó · b4 negres alfil · c4 blanques peó · d4 blanques peó · c3 blanques cavall · f3 blanques cavall · g3 blanques peó · a2 blanques peó · b2 blanques peó · e2 blanques peó · f2 blanques peó · h2 blanques peó · a1 blanques torre · c1 blanques alfil · d1 blanques dama · e1 blanques rei · f1 blanques alfil · h1 blanques torre | a8 negres torre · b8 negres cavall · c8 negres alfil · d8 negres dama · e8 negres rei · h8 negres torre · a7 negres peó · b7 negres peó · d7 negres peó · f7 negres peó · g7 negres peó · h7 negres peó · e6 negres peó · f6 negres cavall · c5 negres peó · b4 negres alfil · c4 blanques peó · d4 blanques peó · c3 blanques cavall · f3 blanques cavall · g3 blanques peó · a2 blanques peó · b2 blanques peó · e2 blanques peó · f2 blanques peó · h2 blanques peó · a1 blanques torre · c1 blanques alfil · d1 blanques dama · e1 blanques rei · f1 blanques alfil · h1 blanques torre | a8 negres torre · b8 negres cavall · c8 negres alfil · d8 negres dama · e8 negres rei · h8 negres torre · a7 negres peó · b7 negres peó · d7 negres peó · f7 negres peó · g7 negres peó · h7 negres peó · e6 negres peó · f6 negres cavall · c5 negres peó · b4 negres alfil · c4 blanques peó · d4 blanques peó · c3 blanques cavall · f3 blanques cavall · g3 blanques peó · a2 blanques peó · b2 blanques peó · e2 blanques peó · f2 blanques peó · h2 blanques peó · a1 blanques torre · c1 blanques alfil · d1 blanques dama · e1 blanques rei · f1 blanques alfil · h1 blanques torre | a8 negres torre · b8 negres cavall · c8 negres alfil · d8 negres dama · e8 negres rei · h8 negres torre · a7 negres peó · b7 negres peó · d7 negres peó · f7 negres peó · g7 negres peó · h7 negres peó · e6 negres peó · f6 negres cavall · c5 negres peó · b4 negres alfil · c4 blanques peó · d4 blanques peó · c3 blanques cavall · f3 blanques cavall · g3 blanques peó · a2 blanques peó · b2 blanques peó · e2 blanques peó · f2 blanques peó · h2 blanques peó · a1 blanques torre · c1 blanques alfil · d1 blanques dama · e1 blanques rei · f1 blanques alfil · h1 blanques torre | a8 negres torre · b8 negres cavall · c8 negres alfil · d8 negres dama · e8 negres rei · h8 negres torre · a7 negres peó · b7 negres peó · d7 negres peó · f7 negres peó · g7 negres peó · h7 negres peó · e6 negres peó · f6 negres cavall · c5 negres peó · b4 negres alfil · c4 blanques peó · d4 blanques peó · c3 blanques cavall · f3 blanques cavall · g3 blanques peó · a2 blanques peó · b2 blanques peó · e2 blanques peó · f2 blanques peó · h2 blanques peó · a1 blanques torre · c1 blanques alfil · d1 blanques dama · e1 blanques rei · f1 blanques alfil · h1 blanques torre | a8 negres torre · b8 negres cavall · c8 negres alfil · d8 negres dama · e8 negres rei · h8 negres torre · a7 negres peó · b7 negres peó · d7 negres peó · f7 negres peó · g7 negres peó · h7 negres peó · e6 negres peó · f6 negres cavall · c5 negres peó · b4 negres alfil · c4 blanques peó · d4 blanques peó · c3 blanques cavall · f3 blanques cavall · g3 blanques peó · a2 blanques peó · b2 blanques peó · e2 blanques peó · f2 blanques peó · h2 blanques peó · a1 blanques torre · c1 blanques alfil · d1 blanques dama · e1 blanques rei · f1 blanques alfil · h1 blanques torre | a8 negres torre · b8 negres cavall · c8 negres alfil · d8 negres dama · e8 negres rei · h8 negres torre · a7 negres peó · b7 negres peó · d7 negres peó · f7 negres peó · g7 negres peó · h7 negres peó · e6 negres peó · f6 negres cavall · c5 negres peó · b4 negres alfil · c4 blanques peó · d4 blanques peó · c3 blanques cavall · f3 blanques cavall · g3 blanques peó · a2 blanques peó · b2 blanques peó · e2 blanques peó · f2 blanques peó · h2 blanques peó · a1 blanques torre · c1 blanques alfil · d1 blanques dama · e1 blanques rei · f1 blanques alfil · h1 blanques torre | a8 negres torre · b8 negres cavall · c8 negres alfil · d8 negres dama · e8 negres rei · h8 negres torre · a7 negres peó · b7 negres peó · d7 negres peó · f7 negres peó · g7 negres peó · h7 negres peó · e6 negres peó · f6 negres cavall · c5 negres peó · b4 negres alfil · c4 blanques peó · d4 blanques peó · c3 blanques cavall · f3 blanques cavall · g3 blanques peó · a2 blanques peó · b2 blanques peó · e2 blanques peó · f2 blanques peó · h2 blanques peó · a1 blanques torre · c1 blanques alfil · d1 blanques dama · e1 blanques rei · f1 blanques alfil · h1 blanques torre | 8 |
| 7 | a8 negres torre · b8 negres cavall · c8 negres alfil · d8 negres dama · e8 negres rei · h8 negres torre · a7 negres peó · b7 negres peó · d7 negres peó · f7 negres peó · g7 negres peó · h7 negres peó · e6 negres peó · f6 negres cavall · c5 negres peó · b4 negres alfil · c4 blanques peó · d4 blanques peó · c3 blanques cavall · f3 blanques cavall · g3 blanques peó · a2 blanques peó · b2 blanques peó · e2 blanques peó · f2 blanques peó · h2 blanques peó · a1 blanques torre · c1 blanques alfil · d1 blanques dama · e1 blanques rei · f1 blanques alfil · h1 blanques torre | a8 negres torre · b8 negres cavall · c8 negres alfil · d8 negres dama · e8 negres rei · h8 negres torre · a7 negres peó · b7 negres peó · d7 negres peó · f7 negres peó · g7 negres peó · h7 negres peó · e6 negres peó · f6 negres cavall · c5 negres peó · b4 negres alfil · c4 blanques peó · d4 blanques peó · c3 blanques cavall · f3 blanques cavall · g3 blanques peó · a2 blanques peó · b2 blanques peó · e2 blanques peó · f2 blanques peó · h2 blanques peó · a1 blanques torre · c1 blanques alfil · d1 blanques dama · e1 blanques rei · f1 blanques alfil · h1 blanques torre | a8 negres torre · b8 negres cavall · c8 negres alfil · d8 negres dama · e8 negres rei · h8 negres torre · a7 negres peó · b7 negres peó · d7 negres peó · f7 negres peó · g7 negres peó · h7 negres peó · e6 negres peó · f6 negres cavall · c5 negres peó · b4 negres alfil · c4 blanques peó · d4 blanques peó · c3 blanques cavall · f3 blanques cavall · g3 blanques peó · a2 blanques peó · b2 blanques peó · e2 blanques peó · f2 blanques peó · h2 blanques peó · a1 blanques torre · c1 blanques alfil · d1 blanques dama · e1 blanques rei · f1 blanques alfil · h1 blanques torre | a8 negres torre · b8 negres cavall · c8 negres alfil · d8 negres dama · e8 negres rei · h8 negres torre · a7 negres peó · b7 negres peó · d7 negres peó · f7 negres peó · g7 negres peó · h7 negres peó · e6 negres peó · f6 negres cavall · c5 negres peó · b4 negres alfil · c4 blanques peó · d4 blanques peó · c3 blanques cavall · f3 blanques cavall · g3 blanques peó · a2 blanques peó · b2 blanques peó · e2 blanques peó · f2 blanques peó · h2 blanques peó · a1 blanques torre · c1 blanques alfil · d1 blanques dama · e1 blanques rei · f1 blanques alfil · h1 blanques torre | a8 negres torre · b8 negres cavall · c8 negres alfil · d8 negres dama · e8 negres rei · h8 negres torre · a7 negres peó · b7 negres peó · d7 negres peó · f7 negres peó · g7 negres peó · h7 negres peó · e6 negres peó · f6 negres cavall · c5 negres peó · b4 negres alfil · c4 blanques peó · d4 blanques peó · c3 blanques cavall · f3 blanques cavall · g3 blanques peó · a2 blanques peó · b2 blanques peó · e2 blanques peó · f2 blanques peó · h2 blanques peó · a1 blanques torre · c1 blanques alfil · d1 blanques dama · e1 blanques rei · f1 blanques alfil · h1 blanques torre | a8 negres torre · b8 negres cavall · c8 negres alfil · d8 negres dama · e8 negres rei · h8 negres torre · a7 negres peó · b7 negres peó · d7 negres peó · f7 negres peó · g7 negres peó · h7 negres peó · e6 negres peó · f6 negres cavall · c5 negres peó · b4 negres alfil · c4 blanques peó · d4 blanques peó · c3 blanques cavall · f3 blanques cavall · g3 blanques peó · a2 blanques peó · b2 blanques peó · e2 blanques peó · f2 blanques peó · h2 blanques peó · a1 blanques torre · c1 blanques alfil · d1 blanques dama · e1 blanques rei · f1 blanques alfil · h1 blanques torre | a8 negres torre · b8 negres cavall · c8 negres alfil · d8 negres dama · e8 negres rei · h8 negres torre · a7 negres peó · b7 negres peó · d7 negres peó · f7 negres peó · g7 negres peó · h7 negres peó · e6 negres peó · f6 negres cavall · c5 negres peó · b4 negres alfil · c4 blanques peó · d4 blanques peó · c3 blanques cavall · f3 blanques cavall · g3 blanques peó · a2 blanques peó · b2 blanques peó · e2 blanques peó · f2 blanques peó · h2 blanques peó · a1 blanques torre · c1 blanques alfil · d1 blanques dama · e1 blanques rei · f1 blanques alfil · h1 blanques torre | a8 negres torre · b8 negres cavall · c8 negres alfil · d8 negres dama · e8 negres rei · h8 negres torre · a7 negres peó · b7 negres peó · d7 negres peó · f7 negres peó · g7 negres peó · h7 negres peó · e6 negres peó · f6 negres cavall · c5 negres peó · b4 negres alfil · c4 blanques peó · d4 blanques peó · c3 blanques cavall · f3 blanques cavall · g3 blanques peó · a2 blanques peó · b2 blanques peó · e2 blanques peó · f2 blanques peó · h2 blanques peó · a1 blanques torre · c1 blanques alfil · d1 blanques dama · e1 blanques rei · f1 blanques alfil · h1 blanques torre | 7 |
| 6 | a8 negres torre · b8 negres cavall · c8 negres alfil · d8 negres dama · e8 negres rei · h8 negres torre · a7 negres peó · b7 negres peó · d7 negres peó · f7 negres peó · g7 negres peó · h7 negres peó · e6 negres peó · f6 negres cavall · c5 negres peó · b4 negres alfil · c4 blanques peó · d4 blanques peó · c3 blanques cavall · f3 blanques cavall · g3 blanques peó · a2 blanques peó · b2 blanques peó · e2 blanques peó · f2 blanques peó · h2 blanques peó · a1 blanques torre · c1 blanques alfil · d1 blanques dama · e1 blanques rei · f1 blanques alfil · h1 blanques torre | a8 negres torre · b8 negres cavall · c8 negres alfil · d8 negres dama · e8 negres rei · h8 negres torre · a7 negres peó · b7 negres peó · d7 negres peó · f7 negres peó · g7 negres peó · h7 negres peó · e6 negres peó · f6 negres cavall · c5 negres peó · b4 negres alfil · c4 blanques peó · d4 blanques peó · c3 blanques cavall · f3 blanques cavall · g3 blanques peó · a2 blanques peó · b2 blanques peó · e2 blanques peó · f2 blanques peó · h2 blanques peó · a1 blanques torre · c1 blanques alfil · d1 blanques dama · e1 blanques rei · f1 blanques alfil · h1 blanques torre | a8 negres torre · b8 negres cavall · c8 negres alfil · d8 negres dama · e8 negres rei · h8 negres torre · a7 negres peó · b7 negres peó · d7 negres peó · f7 negres peó · g7 negres peó · h7 negres peó · e6 negres peó · f6 negres cavall · c5 negres peó · b4 negres alfil · c4 blanques peó · d4 blanques peó · c3 blanques cavall · f3 blanques cavall · g3 blanques peó · a2 blanques peó · b2 blanques peó · e2 blanques peó · f2 blanques peó · h2 blanques peó · a1 blanques torre · c1 blanques alfil · d1 blanques dama · e1 blanques rei · f1 blanques alfil · h1 blanques torre | a8 negres torre · b8 negres cavall · c8 negres alfil · d8 negres dama · e8 negres rei · h8 negres torre · a7 negres peó · b7 negres peó · d7 negres peó · f7 negres peó · g7 negres peó · h7 negres peó · e6 negres peó · f6 negres cavall · c5 negres peó · b4 negres alfil · c4 blanques peó · d4 blanques peó · c3 blanques cavall · f3 blanques cavall · g3 blanques peó · a2 blanques peó · b2 blanques peó · e2 blanques peó · f2 blanques peó · h2 blanques peó · a1 blanques torre · c1 blanques alfil · d1 blanques dama · e1 blanques rei · f1 blanques alfil · h1 blanques torre | a8 negres torre · b8 negres cavall · c8 negres alfil · d8 negres dama · e8 negres rei · h8 negres torre · a7 negres peó · b7 negres peó · d7 negres peó · f7 negres peó · g7 negres peó · h7 negres peó · e6 negres peó · f6 negres cavall · c5 negres peó · b4 negres alfil · c4 blanques peó · d4 blanques peó · c3 blanques cavall · f3 blanques cavall · g3 blanques peó · a2 blanques peó · b2 blanques peó · e2 blanques peó · f2 blanques peó · h2 blanques peó · a1 blanques torre · c1 blanques alfil · d1 blanques dama · e1 blanques rei · f1 blanques alfil · h1 blanques torre | a8 negres torre · b8 negres cavall · c8 negres alfil · d8 negres dama · e8 negres rei · h8 negres torre · a7 negres peó · b7 negres peó · d7 negres peó · f7 negres peó · g7 negres peó · h7 negres peó · e6 negres peó · f6 negres cavall · c5 negres peó · b4 negres alfil · c4 blanques peó · d4 blanques peó · c3 blanques cavall · f3 blanques cavall · g3 blanques peó · a2 blanques peó · b2 blanques peó · e2 blanques peó · f2 blanques peó · h2 blanques peó · a1 blanques torre · c1 blanques alfil · d1 blanques dama · e1 blanques rei · f1 blanques alfil · h1 blanques torre | a8 negres torre · b8 negres cavall · c8 negres alfil · d8 negres dama · e8 negres rei · h8 negres torre · a7 negres peó · b7 negres peó · d7 negres peó · f7 negres peó · g7 negres peó · h7 negres peó · e6 negres peó · f6 negres cavall · c5 negres peó · b4 negres alfil · c4 blanques peó · d4 blanques peó · c3 blanques cavall · f3 blanques cavall · g3 blanques peó · a2 blanques peó · b2 blanques peó · e2 blanques peó · f2 blanques peó · h2 blanques peó · a1 blanques torre · c1 blanques alfil · d1 blanques dama · e1 blanques rei · f1 blanques alfil · h1 blanques torre | a8 negres torre · b8 negres cavall · c8 negres alfil · d8 negres dama · e8 negres rei · h8 negres torre · a7 negres peó · b7 negres peó · d7 negres peó · f7 negres peó · g7 negres peó · h7 negres peó · e6 negres peó · f6 negres cavall · c5 negres peó · b4 negres alfil · c4 blanques peó · d4 blanques peó · c3 blanques cavall · f3 blanques cavall · g3 blanques peó · a2 blanques peó · b2 blanques peó · e2 blanques peó · f2 blanques peó · h2 blanques peó · a1 blanques torre · c1 blanques alfil · d1 blanques dama · e1 blanques rei · f1 blanques alfil · h1 blanques torre | 6 |
| 5 | a8 negres torre · b8 negres cavall · c8 negres alfil · d8 negres dama · e8 negres rei · h8 negres torre · a7 negres peó · b7 negres peó · d7 negres peó · f7 negres peó · g7 negres peó · h7 negres peó · e6 negres peó · f6 negres cavall · c5 negres peó · b4 negres alfil · c4 blanques peó · d4 blanques peó · c3 blanques cavall · f3 blanques cavall · g3 blanques peó · a2 blanques peó · b2 blanques peó · e2 blanques peó · f2 blanques peó · h2 blanques peó · a1 blanques torre · c1 blanques alfil · d1 blanques dama · e1 blanques rei · f1 blanques alfil · h1 blanques torre | a8 negres torre · b8 negres cavall · c8 negres alfil · d8 negres dama · e8 negres rei · h8 negres torre · a7 negres peó · b7 negres peó · d7 negres peó · f7 negres peó · g7 negres peó · h7 negres peó · e6 negres peó · f6 negres cavall · c5 negres peó · b4 negres alfil · c4 blanques peó · d4 blanques peó · c3 blanques cavall · f3 blanques cavall · g3 blanques peó · a2 blanques peó · b2 blanques peó · e2 blanques peó · f2 blanques peó · h2 blanques peó · a1 blanques torre · c1 blanques alfil · d1 blanques dama · e1 blanques rei · f1 blanques alfil · h1 blanques torre | a8 negres torre · b8 negres cavall · c8 negres alfil · d8 negres dama · e8 negres rei · h8 negres torre · a7 negres peó · b7 negres peó · d7 negres peó · f7 negres peó · g7 negres peó · h7 negres peó · e6 negres peó · f6 negres cavall · c5 negres peó · b4 negres alfil · c4 blanques peó · d4 blanques peó · c3 blanques cavall · f3 blanques cavall · g3 blanques peó · a2 blanques peó · b2 blanques peó · e2 blanques peó · f2 blanques peó · h2 blanques peó · a1 blanques torre · c1 blanques alfil · d1 blanques dama · e1 blanques rei · f1 blanques alfil · h1 blanques torre | a8 negres torre · b8 negres cavall · c8 negres alfil · d8 negres dama · e8 negres rei · h8 negres torre · a7 negres peó · b7 negres peó · d7 negres peó · f7 negres peó · g7 negres peó · h7 negres peó · e6 negres peó · f6 negres cavall · c5 negres peó · b4 negres alfil · c4 blanques peó · d4 blanques peó · c3 blanques cavall · f3 blanques cavall · g3 blanques peó · a2 blanques peó · b2 blanques peó · e2 blanques peó · f2 blanques peó · h2 blanques peó · a1 blanques torre · c1 blanques alfil · d1 blanques dama · e1 blanques rei · f1 blanques alfil · h1 blanques torre | a8 negres torre · b8 negres cavall · c8 negres alfil · d8 negres dama · e8 negres rei · h8 negres torre · a7 negres peó · b7 negres peó · d7 negres peó · f7 negres peó · g7 negres peó · h7 negres peó · e6 negres peó · f6 negres cavall · c5 negres peó · b4 negres alfil · c4 blanques peó · d4 blanques peó · c3 blanques cavall · f3 blanques cavall · g3 blanques peó · a2 blanques peó · b2 blanques peó · e2 blanques peó · f2 blanques peó · h2 blanques peó · a1 blanques torre · c1 blanques alfil · d1 blanques dama · e1 blanques rei · f1 blanques alfil · h1 blanques torre | a8 negres torre · b8 negres cavall · c8 negres alfil · d8 negres dama · e8 negres rei · h8 negres torre · a7 negres peó · b7 negres peó · d7 negres peó · f7 negres peó · g7 negres peó · h7 negres peó · e6 negres peó · f6 negres cavall · c5 negres peó · b4 negres alfil · c4 blanques peó · d4 blanques peó · c3 blanques cavall · f3 blanques cavall · g3 blanques peó · a2 blanques peó · b2 blanques peó · e2 blanques peó · f2 blanques peó · h2 blanques peó · a1 blanques torre · c1 blanques alfil · d1 blanques dama · e1 blanques rei · f1 blanques alfil · h1 blanques torre | a8 negres torre · b8 negres cavall · c8 negres alfil · d8 negres dama · e8 negres rei · h8 negres torre · a7 negres peó · b7 negres peó · d7 negres peó · f7 negres peó · g7 negres peó · h7 negres peó · e6 negres peó · f6 negres cavall · c5 negres peó · b4 negres alfil · c4 blanques peó · d4 blanques peó · c3 blanques cavall · f3 blanques cavall · g3 blanques peó · a2 blanques peó · b2 blanques peó · e2 blanques peó · f2 blanques peó · h2 blanques peó · a1 blanques torre · c1 blanques alfil · d1 blanques dama · e1 blanques rei · f1 blanques alfil · h1 blanques torre | a8 negres torre · b8 negres cavall · c8 negres alfil · d8 negres dama · e8 negres rei · h8 negres torre · a7 negres peó · b7 negres peó · d7 negres peó · f7 negres peó · g7 negres peó · h7 negres peó · e6 negres peó · f6 negres cavall · c5 negres peó · b4 negres alfil · c4 blanques peó · d4 blanques peó · c3 blanques cavall · f3 blanques cavall · g3 blanques peó · a2 blanques peó · b2 blanques peó · e2 blanques peó · f2 blanques peó · h2 blanques peó · a1 blanques torre · c1 blanques alfil · d1 blanques dama · e1 blanques rei · f1 blanques alfil · h1 blanques torre | 5 |
| 4 | a8 negres torre · b8 negres cavall · c8 negres alfil · d8 negres dama · e8 negres rei · h8 negres torre · a7 negres peó · b7 negres peó · d7 negres peó · f7 negres peó · g7 negres peó · h7 negres peó · e6 negres peó · f6 negres cavall · c5 negres peó · b4 negres alfil · c4 blanques peó · d4 blanques peó · c3 blanques cavall · f3 blanques cavall · g3 blanques peó · a2 blanques peó · b2 blanques peó · e2 blanques peó · f2 blanques peó · h2 blanques peó · a1 blanques torre · c1 blanques alfil · d1 blanques dama · e1 blanques rei · f1 blanques alfil · h1 blanques torre | a8 negres torre · b8 negres cavall · c8 negres alfil · d8 negres dama · e8 negres rei · h8 negres torre · a7 negres peó · b7 negres peó · d7 negres peó · f7 negres peó · g7 negres peó · h7 negres peó · e6 negres peó · f6 negres cavall · c5 negres peó · b4 negres alfil · c4 blanques peó · d4 blanques peó · c3 blanques cavall · f3 blanques cavall · g3 blanques peó · a2 blanques peó · b2 blanques peó · e2 blanques peó · f2 blanques peó · h2 blanques peó · a1 blanques torre · c1 blanques alfil · d1 blanques dama · e1 blanques rei · f1 blanques alfil · h1 blanques torre | a8 negres torre · b8 negres cavall · c8 negres alfil · d8 negres dama · e8 negres rei · h8 negres torre · a7 negres peó · b7 negres peó · d7 negres peó · f7 negres peó · g7 negres peó · h7 negres peó · e6 negres peó · f6 negres cavall · c5 negres peó · b4 negres alfil · c4 blanques peó · d4 blanques peó · c3 blanques cavall · f3 blanques cavall · g3 blanques peó · a2 blanques peó · b2 blanques peó · e2 blanques peó · f2 blanques peó · h2 blanques peó · a1 blanques torre · c1 blanques alfil · d1 blanques dama · e1 blanques rei · f1 blanques alfil · h1 blanques torre | a8 negres torre · b8 negres cavall · c8 negres alfil · d8 negres dama · e8 negres rei · h8 negres torre · a7 negres peó · b7 negres peó · d7 negres peó · f7 negres peó · g7 negres peó · h7 negres peó · e6 negres peó · f6 negres cavall · c5 negres peó · b4 negres alfil · c4 blanques peó · d4 blanques peó · c3 blanques cavall · f3 blanques cavall · g3 blanques peó · a2 blanques peó · b2 blanques peó · e2 blanques peó · f2 blanques peó · h2 blanques peó · a1 blanques torre · c1 blanques alfil · d1 blanques dama · e1 blanques rei · f1 blanques alfil · h1 blanques torre | a8 negres torre · b8 negres cavall · c8 negres alfil · d8 negres dama · e8 negres rei · h8 negres torre · a7 negres peó · b7 negres peó · d7 negres peó · f7 negres peó · g7 negres peó · h7 negres peó · e6 negres peó · f6 negres cavall · c5 negres peó · b4 negres alfil · c4 blanques peó · d4 blanques peó · c3 blanques cavall · f3 blanques cavall · g3 blanques peó · a2 blanques peó · b2 blanques peó · e2 blanques peó · f2 blanques peó · h2 blanques peó · a1 blanques torre · c1 blanques alfil · d1 blanques dama · e1 blanques rei · f1 blanques alfil · h1 blanques torre | a8 negres torre · b8 negres cavall · c8 negres alfil · d8 negres dama · e8 negres rei · h8 negres torre · a7 negres peó · b7 negres peó · d7 negres peó · f7 negres peó · g7 negres peó · h7 negres peó · e6 negres peó · f6 negres cavall · c5 negres peó · b4 negres alfil · c4 blanques peó · d4 blanques peó · c3 blanques cavall · f3 blanques cavall · g3 blanques peó · a2 blanques peó · b2 blanques peó · e2 blanques peó · f2 blanques peó · h2 blanques peó · a1 blanques torre · c1 blanques alfil · d1 blanques dama · e1 blanques rei · f1 blanques alfil · h1 blanques torre | a8 negres torre · b8 negres cavall · c8 negres alfil · d8 negres dama · e8 negres rei · h8 negres torre · a7 negres peó · b7 negres peó · d7 negres peó · f7 negres peó · g7 negres peó · h7 negres peó · e6 negres peó · f6 negres cavall · c5 negres peó · b4 negres alfil · c4 blanques peó · d4 blanques peó · c3 blanques cavall · f3 blanques cavall · g3 blanques peó · a2 blanques peó · b2 blanques peó · e2 blanques peó · f2 blanques peó · h2 blanques peó · a1 blanques torre · c1 blanques alfil · d1 blanques dama · e1 blanques rei · f1 blanques alfil · h1 blanques torre | a8 negres torre · b8 negres cavall · c8 negres alfil · d8 negres dama · e8 negres rei · h8 negres torre · a7 negres peó · b7 negres peó · d7 negres peó · f7 negres peó · g7 negres peó · h7 negres peó · e6 negres peó · f6 negres cavall · c5 negres peó · b4 negres alfil · c4 blanques peó · d4 blanques peó · c3 blanques cavall · f3 blanques cavall · g3 blanques peó · a2 blanques peó · b2 blanques peó · e2 blanques peó · f2 blanques peó · h2 blanques peó · a1 blanques torre · c1 blanques alfil · d1 blanques dama · e1 blanques rei · f1 blanques alfil · h1 blanques torre | 4 |
| 3 | a8 negres torre · b8 negres cavall · c8 negres alfil · d8 negres dama · e8 negres rei · h8 negres torre · a7 negres peó · b7 negres peó · d7 negres peó · f7 negres peó · g7 negres peó · h7 negres peó · e6 negres peó · f6 negres cavall · c5 negres peó · b4 negres alfil · c4 blanques peó · d4 blanques peó · c3 blanques cavall · f3 blanques cavall · g3 blanques peó · a2 blanques peó · b2 blanques peó · e2 blanques peó · f2 blanques peó · h2 blanques peó · a1 blanques torre · c1 blanques alfil · d1 blanques dama · e1 blanques rei · f1 blanques alfil · h1 blanques torre | a8 negres torre · b8 negres cavall · c8 negres alfil · d8 negres dama · e8 negres rei · h8 negres torre · a7 negres peó · b7 negres peó · d7 negres peó · f7 negres peó · g7 negres peó · h7 negres peó · e6 negres peó · f6 negres cavall · c5 negres peó · b4 negres alfil · c4 blanques peó · d4 blanques peó · c3 blanques cavall · f3 blanques cavall · g3 blanques peó · a2 blanques peó · b2 blanques peó · e2 blanques peó · f2 blanques peó · h2 blanques peó · a1 blanques torre · c1 blanques alfil · d1 blanques dama · e1 blanques rei · f1 blanques alfil · h1 blanques torre | a8 negres torre · b8 negres cavall · c8 negres alfil · d8 negres dama · e8 negres rei · h8 negres torre · a7 negres peó · b7 negres peó · d7 negres peó · f7 negres peó · g7 negres peó · h7 negres peó · e6 negres peó · f6 negres cavall · c5 negres peó · b4 negres alfil · c4 blanques peó · d4 blanques peó · c3 blanques cavall · f3 blanques cavall · g3 blanques peó · a2 blanques peó · b2 blanques peó · e2 blanques peó · f2 blanques peó · h2 blanques peó · a1 blanques torre · c1 blanques alfil · d1 blanques dama · e1 blanques rei · f1 blanques alfil · h1 blanques torre | a8 negres torre · b8 negres cavall · c8 negres alfil · d8 negres dama · e8 negres rei · h8 negres torre · a7 negres peó · b7 negres peó · d7 negres peó · f7 negres peó · g7 negres peó · h7 negres peó · e6 negres peó · f6 negres cavall · c5 negres peó · b4 negres alfil · c4 blanques peó · d4 blanques peó · c3 blanques cavall · f3 blanques cavall · g3 blanques peó · a2 blanques peó · b2 blanques peó · e2 blanques peó · f2 blanques peó · h2 blanques peó · a1 blanques torre · c1 blanques alfil · d1 blanques dama · e1 blanques rei · f1 blanques alfil · h1 blanques torre | a8 negres torre · b8 negres cavall · c8 negres alfil · d8 negres dama · e8 negres rei · h8 negres torre · a7 negres peó · b7 negres peó · d7 negres peó · f7 negres peó · g7 negres peó · h7 negres peó · e6 negres peó · f6 negres cavall · c5 negres peó · b4 negres alfil · c4 blanques peó · d4 blanques peó · c3 blanques cavall · f3 blanques cavall · g3 blanques peó · a2 blanques peó · b2 blanques peó · e2 blanques peó · f2 blanques peó · h2 blanques peó · a1 blanques torre · c1 blanques alfil · d1 blanques dama · e1 blanques rei · f1 blanques alfil · h1 blanques torre | a8 negres torre · b8 negres cavall · c8 negres alfil · d8 negres dama · e8 negres rei · h8 negres torre · a7 negres peó · b7 negres peó · d7 negres peó · f7 negres peó · g7 negres peó · h7 negres peó · e6 negres peó · f6 negres cavall · c5 negres peó · b4 negres alfil · c4 blanques peó · d4 blanques peó · c3 blanques cavall · f3 blanques cavall · g3 blanques peó · a2 blanques peó · b2 blanques peó · e2 blanques peó · f2 blanques peó · h2 blanques peó · a1 blanques torre · c1 blanques alfil · d1 blanques dama · e1 blanques rei · f1 blanques alfil · h1 blanques torre | a8 negres torre · b8 negres cavall · c8 negres alfil · d8 negres dama · e8 negres rei · h8 negres torre · a7 negres peó · b7 negres peó · d7 negres peó · f7 negres peó · g7 negres peó · h7 negres peó · e6 negres peó · f6 negres cavall · c5 negres peó · b4 negres alfil · c4 blanques peó · d4 blanques peó · c3 blanques cavall · f3 blanques cavall · g3 blanques peó · a2 blanques peó · b2 blanques peó · e2 blanques peó · f2 blanques peó · h2 blanques peó · a1 blanques torre · c1 blanques alfil · d1 blanques dama · e1 blanques rei · f1 blanques alfil · h1 blanques torre | a8 negres torre · b8 negres cavall · c8 negres alfil · d8 negres dama · e8 negres rei · h8 negres torre · a7 negres peó · b7 negres peó · d7 negres peó · f7 negres peó · g7 negres peó · h7 negres peó · e6 negres peó · f6 negres cavall · c5 negres peó · b4 negres alfil · c4 blanques peó · d4 blanques peó · c3 blanques cavall · f3 blanques cavall · g3 blanques peó · a2 blanques peó · b2 blanques peó · e2 blanques peó · f2 blanques peó · h2 blanques peó · a1 blanques torre · c1 blanques alfil · d1 blanques dama · e1 blanques rei · f1 blanques alfil · h1 blanques torre | 3 |
| 2 | a8 negres torre · b8 negres cavall · c8 negres alfil · d8 negres dama · e8 negres rei · h8 negres torre · a7 negres peó · b7 negres peó · d7 negres peó · f7 negres peó · g7 negres peó · h7 negres peó · e6 negres peó · f6 negres cavall · c5 negres peó · b4 negres alfil · c4 blanques peó · d4 blanques peó · c3 blanques cavall · f3 blanques cavall · g3 blanques peó · a2 blanques peó · b2 blanques peó · e2 blanques peó · f2 blanques peó · h2 blanques peó · a1 blanques torre · c1 blanques alfil · d1 blanques dama · e1 blanques rei · f1 blanques alfil · h1 blanques torre | a8 negres torre · b8 negres cavall · c8 negres alfil · d8 negres dama · e8 negres rei · h8 negres torre · a7 negres peó · b7 negres peó · d7 negres peó · f7 negres peó · g7 negres peó · h7 negres peó · e6 negres peó · f6 negres cavall · c5 negres peó · b4 negres alfil · c4 blanques peó · d4 blanques peó · c3 blanques cavall · f3 blanques cavall · g3 blanques peó · a2 blanques peó · b2 blanques peó · e2 blanques peó · f2 blanques peó · h2 blanques peó · a1 blanques torre · c1 blanques alfil · d1 blanques dama · e1 blanques rei · f1 blanques alfil · h1 blanques torre | a8 negres torre · b8 negres cavall · c8 negres alfil · d8 negres dama · e8 negres rei · h8 negres torre · a7 negres peó · b7 negres peó · d7 negres peó · f7 negres peó · g7 negres peó · h7 negres peó · e6 negres peó · f6 negres cavall · c5 negres peó · b4 negres alfil · c4 blanques peó · d4 blanques peó · c3 blanques cavall · f3 blanques cavall · g3 blanques peó · a2 blanques peó · b2 blanques peó · e2 blanques peó · f2 blanques peó · h2 blanques peó · a1 blanques torre · c1 blanques alfil · d1 blanques dama · e1 blanques rei · f1 blanques alfil · h1 blanques torre | a8 negres torre · b8 negres cavall · c8 negres alfil · d8 negres dama · e8 negres rei · h8 negres torre · a7 negres peó · b7 negres peó · d7 negres peó · f7 negres peó · g7 negres peó · h7 negres peó · e6 negres peó · f6 negres cavall · c5 negres peó · b4 negres alfil · c4 blanques peó · d4 blanques peó · c3 blanques cavall · f3 blanques cavall · g3 blanques peó · a2 blanques peó · b2 blanques peó · e2 blanques peó · f2 blanques peó · h2 blanques peó · a1 blanques torre · c1 blanques alfil · d1 blanques dama · e1 blanques rei · f1 blanques alfil · h1 blanques torre | a8 negres torre · b8 negres cavall · c8 negres alfil · d8 negres dama · e8 negres rei · h8 negres torre · a7 negres peó · b7 negres peó · d7 negres peó · f7 negres peó · g7 negres peó · h7 negres peó · e6 negres peó · f6 negres cavall · c5 negres peó · b4 negres alfil · c4 blanques peó · d4 blanques peó · c3 blanques cavall · f3 blanques cavall · g3 blanques peó · a2 blanques peó · b2 blanques peó · e2 blanques peó · f2 blanques peó · h2 blanques peó · a1 blanques torre · c1 blanques alfil · d1 blanques dama · e1 blanques rei · f1 blanques alfil · h1 blanques torre | a8 negres torre · b8 negres cavall · c8 negres alfil · d8 negres dama · e8 negres rei · h8 negres torre · a7 negres peó · b7 negres peó · d7 negres peó · f7 negres peó · g7 negres peó · h7 negres peó · e6 negres peó · f6 negres cavall · c5 negres peó · b4 negres alfil · c4 blanques peó · d4 blanques peó · c3 blanques cavall · f3 blanques cavall · g3 blanques peó · a2 blanques peó · b2 blanques peó · e2 blanques peó · f2 blanques peó · h2 blanques peó · a1 blanques torre · c1 blanques alfil · d1 blanques dama · e1 blanques rei · f1 blanques alfil · h1 blanques torre | a8 negres torre · b8 negres cavall · c8 negres alfil · d8 negres dama · e8 negres rei · h8 negres torre · a7 negres peó · b7 negres peó · d7 negres peó · f7 negres peó · g7 negres peó · h7 negres peó · e6 negres peó · f6 negres cavall · c5 negres peó · b4 negres alfil · c4 blanques peó · d4 blanques peó · c3 blanques cavall · f3 blanques cavall · g3 blanques peó · a2 blanques peó · b2 blanques peó · e2 blanques peó · f2 blanques peó · h2 blanques peó · a1 blanques torre · c1 blanques alfil · d1 blanques dama · e1 blanques rei · f1 blanques alfil · h1 blanques torre | a8 negres torre · b8 negres cavall · c8 negres alfil · d8 negres dama · e8 negres rei · h8 negres torre · a7 negres peó · b7 negres peó · d7 negres peó · f7 negres peó · g7 negres peó · h7 negres peó · e6 negres peó · f6 negres cavall · c5 negres peó · b4 negres alfil · c4 blanques peó · d4 blanques peó · c3 blanques cavall · f3 blanques cavall · g3 blanques peó · a2 blanques peó · b2 blanques peó · e2 blanques peó · f2 blanques peó · h2 blanques peó · a1 blanques torre · c1 blanques alfil · d1 blanques dama · e1 blanques rei · f1 blanques alfil · h1 blanques torre | 2 |
| 1 | a8 negres torre · b8 negres cavall · c8 negres alfil · d8 negres dama · e8 negres rei · h8 negres torre · a7 negres peó · b7 negres peó · d7 negres peó · f7 negres peó · g7 negres peó · h7 negres peó · e6 negres peó · f6 negres cavall · c5 negres peó · b4 negres alfil · c4 blanques peó · d4 blanques peó · c3 blanques cavall · f3 blanques cavall · g3 blanques peó · a2 blanques peó · b2 blanques peó · e2 blanques peó · f2 blanques peó · h2 blanques peó · a1 blanques torre · c1 blanques alfil · d1 blanques dama · e1 blanques rei · f1 blanques alfil · h1 blanques torre | a8 negres torre · b8 negres cavall · c8 negres alfil · d8 negres dama · e8 negres rei · h8 negres torre · a7 negres peó · b7 negres peó · d7 negres peó · f7 negres peó · g7 negres peó · h7 negres peó · e6 negres peó · f6 negres cavall · c5 negres peó · b4 negres alfil · c4 blanques peó · d4 blanques peó · c3 blanques cavall · f3 blanques cavall · g3 blanques peó · a2 blanques peó · b2 blanques peó · e2 blanques peó · f2 blanques peó · h2 blanques peó · a1 blanques torre · c1 blanques alfil · d1 blanques dama · e1 blanques rei · f1 blanques alfil · h1 blanques torre | a8 negres torre · b8 negres cavall · c8 negres alfil · d8 negres dama · e8 negres rei · h8 negres torre · a7 negres peó · b7 negres peó · d7 negres peó · f7 negres peó · g7 negres peó · h7 negres peó · e6 negres peó · f6 negres cavall · c5 negres peó · b4 negres alfil · c4 blanques peó · d4 blanques peó · c3 blanques cavall · f3 blanques cavall · g3 blanques peó · a2 blanques peó · b2 blanques peó · e2 blanques peó · f2 blanques peó · h2 blanques peó · a1 blanques torre · c1 blanques alfil · d1 blanques dama · e1 blanques rei · f1 blanques alfil · h1 blanques torre | a8 negres torre · b8 negres cavall · c8 negres alfil · d8 negres dama · e8 negres rei · h8 negres torre · a7 negres peó · b7 negres peó · d7 negres peó · f7 negres peó · g7 negres peó · h7 negres peó · e6 negres peó · f6 negres cavall · c5 negres peó · b4 negres alfil · c4 blanques peó · d4 blanques peó · c3 blanques cavall · f3 blanques cavall · g3 blanques peó · a2 blanques peó · b2 blanques peó · e2 blanques peó · f2 blanques peó · h2 blanques peó · a1 blanques torre · c1 blanques alfil · d1 blanques dama · e1 blanques rei · f1 blanques alfil · h1 blanques torre | a8 negres torre · b8 negres cavall · c8 negres alfil · d8 negres dama · e8 negres rei · h8 negres torre · a7 negres peó · b7 negres peó · d7 negres peó · f7 negres peó · g7 negres peó · h7 negres peó · e6 negres peó · f6 negres cavall · c5 negres peó · b4 negres alfil · c4 blanques peó · d4 blanques peó · c3 blanques cavall · f3 blanques cavall · g3 blanques peó · a2 blanques peó · b2 blanques peó · e2 blanques peó · f2 blanques peó · h2 blanques peó · a1 blanques torre · c1 blanques alfil · d1 blanques dama · e1 blanques rei · f1 blanques alfil · h1 blanques torre | a8 negres torre · b8 negres cavall · c8 negres alfil · d8 negres dama · e8 negres rei · h8 negres torre · a7 negres peó · b7 negres peó · d7 negres peó · f7 negres peó · g7 negres peó · h7 negres peó · e6 negres peó · f6 negres cavall · c5 negres peó · b4 negres alfil · c4 blanques peó · d4 blanques peó · c3 blanques cavall · f3 blanques cavall · g3 blanques peó · a2 blanques peó · b2 blanques peó · e2 blanques peó · f2 blanques peó · h2 blanques peó · a1 blanques torre · c1 blanques alfil · d1 blanques dama · e1 blanques rei · f1 blanques alfil · h1 blanques torre | a8 negres torre · b8 negres cavall · c8 negres alfil · d8 negres dama · e8 negres rei · h8 negres torre · a7 negres peó · b7 negres peó · d7 negres peó · f7 negres peó · g7 negres peó · h7 negres peó · e6 negres peó · f6 negres cavall · c5 negres peó · b4 negres alfil · c4 blanques peó · d4 blanques peó · c3 blanques cavall · f3 blanques cavall · g3 blanques peó · a2 blanques peó · b2 blanques peó · e2 blanques peó · f2 blanques peó · h2 blanques peó · a1 blanques torre · c1 blanques alfil · d1 blanques dama · e1 blanques rei · f1 blanques alfil · h1 blanques torre | a8 negres torre · b8 negres cavall · c8 negres alfil · d8 negres dama · e8 negres rei · h8 negres torre · a7 negres peó · b7 negres peó · d7 negres peó · f7 negres peó · g7 negres peó · h7 negres peó · e6 negres peó · f6 negres cavall · c5 negres peó · b4 negres alfil · c4 blanques peó · d4 blanques peó · c3 blanques cavall · f3 blanques cavall · g3 blanques peó · a2 blanques peó · b2 blanques peó · e2 blanques peó · f2 blanques peó · h2 blanques peó · a1 blanques torre · c1 blanques alfil · d1 blanques dama · e1 blanques rei · f1 blanques alfil · h1 blanques torre | 1 |
|   | a | b | c | d | e | f | g | h |   |

### Partides 1 i 2 - en Kàrpov "sorprès"
En paraules del mateix Kaspàrov, la seva elecció d'obertura per la primera partida va deixar "astorat" en Kàrpov, ja que la posició després de només 4 jugades mai no havia aparegut abans en cap de les seves partides prèvies, i la posició després de la jugada 5 mai no havia aparegut en cap partida jugada per en Kàrpov, de manera que les cinc primeres jugades varen costar a en Kàrpov 50 minuts de reflexió.
En Kaspàrov va guanyar la partida en 42 jugades, cosa que feia que hagués guanyat tres partides de campionat contra en Kàrpov de forma consecutiva (aquesta, i les dues darreres del matx anterior). Fou la primera vegada que en Kàrpov perdia tres partides de matx de forma consecutiva.
En Kàrpov duia blanques a la segona partida, que fou taules en 65 jugades. Les anàlisis de Kaspàrov suggereixen que ell podria haver guanyat la partida.

### Partides 3 a 5 - Kàrpov capgira la situació
La partida 3 fou novament taules, aquest cop en només 20 jugades, sense massa possibilitats per cap dels dos jugadors.
La partida 4 la va guanyar en Kàrpov, amb blanques, en 63 jugades. En Kaspàrov va notar que '"tot el pla [després del 21è moviment de les negres] va ser dut a la pràctica per en Kàrpov de manera extremadament consistent i dura"'
A la partida 5, en Kaspàrov hi conduïa les blanques, i va cometre alguns errors que provocaren la victòria de Kàrpov en 41 jugades. Això implicava que en Kàrpov havia capgirat la situació, passant de tenir un punt de desavantatge a un d'avantatge, en tot just tres dies.
En Kaspàrov va decidir en aquell moment "de jugar tant resoltament com fos possible" i "provocar una lluita complicada per tal de tornar a obtenir la iniciativa en el matx, i si fos possible, destemplar l'adversari"

### Partides 6 a 15 - en Kaspàrov equilibra
|   | a | b | c | d | e | f | g | h |   |
| 8 | c8 negres torre · g8 negres rei · a7 negres peó · b7 negres alfil · d7 negres torre · f7 negres peó · g7 negres peó · b6 negres peó · c6 negres cavall · f6 negres dama · h6 negres peó · d5 blanques alfil · g4 blanques dama · a3 blanques peó · f3 blanques cavall · g3 blanques peó · b2 blanques peó · f2 blanques peó · g2 blanques peó · d1 blanques torre · e1 blanques torre · g1 blanques rei | c8 negres torre · g8 negres rei · a7 negres peó · b7 negres alfil · d7 negres torre · f7 negres peó · g7 negres peó · b6 negres peó · c6 negres cavall · f6 negres dama · h6 negres peó · d5 blanques alfil · g4 blanques dama · a3 blanques peó · f3 blanques cavall · g3 blanques peó · b2 blanques peó · f2 blanques peó · g2 blanques peó · d1 blanques torre · e1 blanques torre · g1 blanques rei | c8 negres torre · g8 negres rei · a7 negres peó · b7 negres alfil · d7 negres torre · f7 negres peó · g7 negres peó · b6 negres peó · c6 negres cavall · f6 negres dama · h6 negres peó · d5 blanques alfil · g4 blanques dama · a3 blanques peó · f3 blanques cavall · g3 blanques peó · b2 blanques peó · f2 blanques peó · g2 blanques peó · d1 blanques torre · e1 blanques torre · g1 blanques rei | c8 negres torre · g8 negres rei · a7 negres peó · b7 negres alfil · d7 negres torre · f7 negres peó · g7 negres peó · b6 negres peó · c6 negres cavall · f6 negres dama · h6 negres peó · d5 blanques alfil · g4 blanques dama · a3 blanques peó · f3 blanques cavall · g3 blanques peó · b2 blanques peó · f2 blanques peó · g2 blanques peó · d1 blanques torre · e1 blanques torre · g1 blanques rei | c8 negres torre · g8 negres rei · a7 negres peó · b7 negres alfil · d7 negres torre · f7 negres peó · g7 negres peó · b6 negres peó · c6 negres cavall · f6 negres dama · h6 negres peó · d5 blanques alfil · g4 blanques dama · a3 blanques peó · f3 blanques cavall · g3 blanques peó · b2 blanques peó · f2 blanques peó · g2 blanques peó · d1 blanques torre · e1 blanques torre · g1 blanques rei | c8 negres torre · g8 negres rei · a7 negres peó · b7 negres alfil · d7 negres torre · f7 negres peó · g7 negres peó · b6 negres peó · c6 negres cavall · f6 negres dama · h6 negres peó · d5 blanques alfil · g4 blanques dama · a3 blanques peó · f3 blanques cavall · g3 blanques peó · b2 blanques peó · f2 blanques peó · g2 blanques peó · d1 blanques torre · e1 blanques torre · g1 blanques rei | c8 negres torre · g8 negres rei · a7 negres peó · b7 negres alfil · d7 negres torre · f7 negres peó · g7 negres peó · b6 negres peó · c6 negres cavall · f6 negres dama · h6 negres peó · d5 blanques alfil · g4 blanques dama · a3 blanques peó · f3 blanques cavall · g3 blanques peó · b2 blanques peó · f2 blanques peó · g2 blanques peó · d1 blanques torre · e1 blanques torre · g1 blanques rei | c8 negres torre · g8 negres rei · a7 negres peó · b7 negres alfil · d7 negres torre · f7 negres peó · g7 negres peó · b6 negres peó · c6 negres cavall · f6 negres dama · h6 negres peó · d5 blanques alfil · g4 blanques dama · a3 blanques peó · f3 blanques cavall · g3 blanques peó · b2 blanques peó · f2 blanques peó · g2 blanques peó · d1 blanques torre · e1 blanques torre · g1 blanques rei | 8 |
| 7 | c8 negres torre · g8 negres rei · a7 negres peó · b7 negres alfil · d7 negres torre · f7 negres peó · g7 negres peó · b6 negres peó · c6 negres cavall · f6 negres dama · h6 negres peó · d5 blanques alfil · g4 blanques dama · a3 blanques peó · f3 blanques cavall · g3 blanques peó · b2 blanques peó · f2 blanques peó · g2 blanques peó · d1 blanques torre · e1 blanques torre · g1 blanques rei | c8 negres torre · g8 negres rei · a7 negres peó · b7 negres alfil · d7 negres torre · f7 negres peó · g7 negres peó · b6 negres peó · c6 negres cavall · f6 negres dama · h6 negres peó · d5 blanques alfil · g4 blanques dama · a3 blanques peó · f3 blanques cavall · g3 blanques peó · b2 blanques peó · f2 blanques peó · g2 blanques peó · d1 blanques torre · e1 blanques torre · g1 blanques rei | c8 negres torre · g8 negres rei · a7 negres peó · b7 negres alfil · d7 negres torre · f7 negres peó · g7 negres peó · b6 negres peó · c6 negres cavall · f6 negres dama · h6 negres peó · d5 blanques alfil · g4 blanques dama · a3 blanques peó · f3 blanques cavall · g3 blanques peó · b2 blanques peó · f2 blanques peó · g2 blanques peó · d1 blanques torre · e1 blanques torre · g1 blanques rei | c8 negres torre · g8 negres rei · a7 negres peó · b7 negres alfil · d7 negres torre · f7 negres peó · g7 negres peó · b6 negres peó · c6 negres cavall · f6 negres dama · h6 negres peó · d5 blanques alfil · g4 blanques dama · a3 blanques peó · f3 blanques cavall · g3 blanques peó · b2 blanques peó · f2 blanques peó · g2 blanques peó · d1 blanques torre · e1 blanques torre · g1 blanques rei | c8 negres torre · g8 negres rei · a7 negres peó · b7 negres alfil · d7 negres torre · f7 negres peó · g7 negres peó · b6 negres peó · c6 negres cavall · f6 negres dama · h6 negres peó · d5 blanques alfil · g4 blanques dama · a3 blanques peó · f3 blanques cavall · g3 blanques peó · b2 blanques peó · f2 blanques peó · g2 blanques peó · d1 blanques torre · e1 blanques torre · g1 blanques rei | c8 negres torre · g8 negres rei · a7 negres peó · b7 negres alfil · d7 negres torre · f7 negres peó · g7 negres peó · b6 negres peó · c6 negres cavall · f6 negres dama · h6 negres peó · d5 blanques alfil · g4 blanques dama · a3 blanques peó · f3 blanques cavall · g3 blanques peó · b2 blanques peó · f2 blanques peó · g2 blanques peó · d1 blanques torre · e1 blanques torre · g1 blanques rei | c8 negres torre · g8 negres rei · a7 negres peó · b7 negres alfil · d7 negres torre · f7 negres peó · g7 negres peó · b6 negres peó · c6 negres cavall · f6 negres dama · h6 negres peó · d5 blanques alfil · g4 blanques dama · a3 blanques peó · f3 blanques cavall · g3 blanques peó · b2 blanques peó · f2 blanques peó · g2 blanques peó · d1 blanques torre · e1 blanques torre · g1 blanques rei | c8 negres torre · g8 negres rei · a7 negres peó · b7 negres alfil · d7 negres torre · f7 negres peó · g7 negres peó · b6 negres peó · c6 negres cavall · f6 negres dama · h6 negres peó · d5 blanques alfil · g4 blanques dama · a3 blanques peó · f3 blanques cavall · g3 blanques peó · b2 blanques peó · f2 blanques peó · g2 blanques peó · d1 blanques torre · e1 blanques torre · g1 blanques rei | 7 |
| 6 | c8 negres torre · g8 negres rei · a7 negres peó · b7 negres alfil · d7 negres torre · f7 negres peó · g7 negres peó · b6 negres peó · c6 negres cavall · f6 negres dama · h6 negres peó · d5 blanques alfil · g4 blanques dama · a3 blanques peó · f3 blanques cavall · g3 blanques peó · b2 blanques peó · f2 blanques peó · g2 blanques peó · d1 blanques torre · e1 blanques torre · g1 blanques rei | c8 negres torre · g8 negres rei · a7 negres peó · b7 negres alfil · d7 negres torre · f7 negres peó · g7 negres peó · b6 negres peó · c6 negres cavall · f6 negres dama · h6 negres peó · d5 blanques alfil · g4 blanques dama · a3 blanques peó · f3 blanques cavall · g3 blanques peó · b2 blanques peó · f2 blanques peó · g2 blanques peó · d1 blanques torre · e1 blanques torre · g1 blanques rei | c8 negres torre · g8 negres rei · a7 negres peó · b7 negres alfil · d7 negres torre · f7 negres peó · g7 negres peó · b6 negres peó · c6 negres cavall · f6 negres dama · h6 negres peó · d5 blanques alfil · g4 blanques dama · a3 blanques peó · f3 blanques cavall · g3 blanques peó · b2 blanques peó · f2 blanques peó · g2 blanques peó · d1 blanques torre · e1 blanques torre · g1 blanques rei | c8 negres torre · g8 negres rei · a7 negres peó · b7 negres alfil · d7 negres torre · f7 negres peó · g7 negres peó · b6 negres peó · c6 negres cavall · f6 negres dama · h6 negres peó · d5 blanques alfil · g4 blanques dama · a3 blanques peó · f3 blanques cavall · g3 blanques peó · b2 blanques peó · f2 blanques peó · g2 blanques peó · d1 blanques torre · e1 blanques torre · g1 blanques rei | c8 negres torre · g8 negres rei · a7 negres peó · b7 negres alfil · d7 negres torre · f7 negres peó · g7 negres peó · b6 negres peó · c6 negres cavall · f6 negres dama · h6 negres peó · d5 blanques alfil · g4 blanques dama · a3 blanques peó · f3 blanques cavall · g3 blanques peó · b2 blanques peó · f2 blanques peó · g2 blanques peó · d1 blanques torre · e1 blanques torre · g1 blanques rei | c8 negres torre · g8 negres rei · a7 negres peó · b7 negres alfil · d7 negres torre · f7 negres peó · g7 negres peó · b6 negres peó · c6 negres cavall · f6 negres dama · h6 negres peó · d5 blanques alfil · g4 blanques dama · a3 blanques peó · f3 blanques cavall · g3 blanques peó · b2 blanques peó · f2 blanques peó · g2 blanques peó · d1 blanques torre · e1 blanques torre · g1 blanques rei | c8 negres torre · g8 negres rei · a7 negres peó · b7 negres alfil · d7 negres torre · f7 negres peó · g7 negres peó · b6 negres peó · c6 negres cavall · f6 negres dama · h6 negres peó · d5 blanques alfil · g4 blanques dama · a3 blanques peó · f3 blanques cavall · g3 blanques peó · b2 blanques peó · f2 blanques peó · g2 blanques peó · d1 blanques torre · e1 blanques torre · g1 blanques rei | c8 negres torre · g8 negres rei · a7 negres peó · b7 negres alfil · d7 negres torre · f7 negres peó · g7 negres peó · b6 negres peó · c6 negres cavall · f6 negres dama · h6 negres peó · d5 blanques alfil · g4 blanques dama · a3 blanques peó · f3 blanques cavall · g3 blanques peó · b2 blanques peó · f2 blanques peó · g2 blanques peó · d1 blanques torre · e1 blanques torre · g1 blanques rei | 6 |
| 5 | c8 negres torre · g8 negres rei · a7 negres peó · b7 negres alfil · d7 negres torre · f7 negres peó · g7 negres peó · b6 negres peó · c6 negres cavall · f6 negres dama · h6 negres peó · d5 blanques alfil · g4 blanques dama · a3 blanques peó · f3 blanques cavall · g3 blanques peó · b2 blanques peó · f2 blanques peó · g2 blanques peó · d1 blanques torre · e1 blanques torre · g1 blanques rei | c8 negres torre · g8 negres rei · a7 negres peó · b7 negres alfil · d7 negres torre · f7 negres peó · g7 negres peó · b6 negres peó · c6 negres cavall · f6 negres dama · h6 negres peó · d5 blanques alfil · g4 blanques dama · a3 blanques peó · f3 blanques cavall · g3 blanques peó · b2 blanques peó · f2 blanques peó · g2 blanques peó · d1 blanques torre · e1 blanques torre · g1 blanques rei | c8 negres torre · g8 negres rei · a7 negres peó · b7 negres alfil · d7 negres torre · f7 negres peó · g7 negres peó · b6 negres peó · c6 negres cavall · f6 negres dama · h6 negres peó · d5 blanques alfil · g4 blanques dama · a3 blanques peó · f3 blanques cavall · g3 blanques peó · b2 blanques peó · f2 blanques peó · g2 blanques peó · d1 blanques torre · e1 blanques torre · g1 blanques rei | c8 negres torre · g8 negres rei · a7 negres peó · b7 negres alfil · d7 negres torre · f7 negres peó · g7 negres peó · b6 negres peó · c6 negres cavall · f6 negres dama · h6 negres peó · d5 blanques alfil · g4 blanques dama · a3 blanques peó · f3 blanques cavall · g3 blanques peó · b2 blanques peó · f2 blanques peó · g2 blanques peó · d1 blanques torre · e1 blanques torre · g1 blanques rei | c8 negres torre · g8 negres rei · a7 negres peó · b7 negres alfil · d7 negres torre · f7 negres peó · g7 negres peó · b6 negres peó · c6 negres cavall · f6 negres dama · h6 negres peó · d5 blanques alfil · g4 blanques dama · a3 blanques peó · f3 blanques cavall · g3 blanques peó · b2 blanques peó · f2 blanques peó · g2 blanques peó · d1 blanques torre · e1 blanques torre · g1 blanques rei | c8 negres torre · g8 negres rei · a7 negres peó · b7 negres alfil · d7 negres torre · f7 negres peó · g7 negres peó · b6 negres peó · c6 negres cavall · f6 negres dama · h6 negres peó · d5 blanques alfil · g4 blanques dama · a3 blanques peó · f3 blanques cavall · g3 blanques peó · b2 blanques peó · f2 blanques peó · g2 blanques peó · d1 blanques torre · e1 blanques torre · g1 blanques rei | c8 negres torre · g8 negres rei · a7 negres peó · b7 negres alfil · d7 negres torre · f7 negres peó · g7 negres peó · b6 negres peó · c6 negres cavall · f6 negres dama · h6 negres peó · d5 blanques alfil · g4 blanques dama · a3 blanques peó · f3 blanques cavall · g3 blanques peó · b2 blanques peó · f2 blanques peó · g2 blanques peó · d1 blanques torre · e1 blanques torre · g1 blanques rei | c8 negres torre · g8 negres rei · a7 negres peó · b7 negres alfil · d7 negres torre · f7 negres peó · g7 negres peó · b6 negres peó · c6 negres cavall · f6 negres dama · h6 negres peó · d5 blanques alfil · g4 blanques dama · a3 blanques peó · f3 blanques cavall · g3 blanques peó · b2 blanques peó · f2 blanques peó · g2 blanques peó · d1 blanques torre · e1 blanques torre · g1 blanques rei | 5 |
| 4 | c8 negres torre · g8 negres rei · a7 negres peó · b7 negres alfil · d7 negres torre · f7 negres peó · g7 negres peó · b6 negres peó · c6 negres cavall · f6 negres dama · h6 negres peó · d5 blanques alfil · g4 blanques dama · a3 blanques peó · f3 blanques cavall · g3 blanques peó · b2 blanques peó · f2 blanques peó · g2 blanques peó · d1 blanques torre · e1 blanques torre · g1 blanques rei | c8 negres torre · g8 negres rei · a7 negres peó · b7 negres alfil · d7 negres torre · f7 negres peó · g7 negres peó · b6 negres peó · c6 negres cavall · f6 negres dama · h6 negres peó · d5 blanques alfil · g4 blanques dama · a3 blanques peó · f3 blanques cavall · g3 blanques peó · b2 blanques peó · f2 blanques peó · g2 blanques peó · d1 blanques torre · e1 blanques torre · g1 blanques rei | c8 negres torre · g8 negres rei · a7 negres peó · b7 negres alfil · d7 negres torre · f7 negres peó · g7 negres peó · b6 negres peó · c6 negres cavall · f6 negres dama · h6 negres peó · d5 blanques alfil · g4 blanques dama · a3 blanques peó · f3 blanques cavall · g3 blanques peó · b2 blanques peó · f2 blanques peó · g2 blanques peó · d1 blanques torre · e1 blanques torre · g1 blanques rei | c8 negres torre · g8 negres rei · a7 negres peó · b7 negres alfil · d7 negres torre · f7 negres peó · g7 negres peó · b6 negres peó · c6 negres cavall · f6 negres dama · h6 negres peó · d5 blanques alfil · g4 blanques dama · a3 blanques peó · f3 blanques cavall · g3 blanques peó · b2 blanques peó · f2 blanques peó · g2 blanques peó · d1 blanques torre · e1 blanques torre · g1 blanques rei | c8 negres torre · g8 negres rei · a7 negres peó · b7 negres alfil · d7 negres torre · f7 negres peó · g7 negres peó · b6 negres peó · c6 negres cavall · f6 negres dama · h6 negres peó · d5 blanques alfil · g4 blanques dama · a3 blanques peó · f3 blanques cavall · g3 blanques peó · b2 blanques peó · f2 blanques peó · g2 blanques peó · d1 blanques torre · e1 blanques torre · g1 blanques rei | c8 negres torre · g8 negres rei · a7 negres peó · b7 negres alfil · d7 negres torre · f7 negres peó · g7 negres peó · b6 negres peó · c6 negres cavall · f6 negres dama · h6 negres peó · d5 blanques alfil · g4 blanques dama · a3 blanques peó · f3 blanques cavall · g3 blanques peó · b2 blanques peó · f2 blanques peó · g2 blanques peó · d1 blanques torre · e1 blanques torre · g1 blanques rei | c8 negres torre · g8 negres rei · a7 negres peó · b7 negres alfil · d7 negres torre · f7 negres peó · g7 negres peó · b6 negres peó · c6 negres cavall · f6 negres dama · h6 negres peó · d5 blanques alfil · g4 blanques dama · a3 blanques peó · f3 blanques cavall · g3 blanques peó · b2 blanques peó · f2 blanques peó · g2 blanques peó · d1 blanques torre · e1 blanques torre · g1 blanques rei | c8 negres torre · g8 negres rei · a7 negres peó · b7 negres alfil · d7 negres torre · f7 negres peó · g7 negres peó · b6 negres peó · c6 negres cavall · f6 negres dama · h6 negres peó · d5 blanques alfil · g4 blanques dama · a3 blanques peó · f3 blanques cavall · g3 blanques peó · b2 blanques peó · f2 blanques peó · g2 blanques peó · d1 blanques torre · e1 blanques torre · g1 blanques rei | 4 |
| 3 | c8 negres torre · g8 negres rei · a7 negres peó · b7 negres alfil · d7 negres torre · f7 negres peó · g7 negres peó · b6 negres peó · c6 negres cavall · f6 negres dama · h6 negres peó · d5 blanques alfil · g4 blanques dama · a3 blanques peó · f3 blanques cavall · g3 blanques peó · b2 blanques peó · f2 blanques peó · g2 blanques peó · d1 blanques torre · e1 blanques torre · g1 blanques rei | c8 negres torre · g8 negres rei · a7 negres peó · b7 negres alfil · d7 negres torre · f7 negres peó · g7 negres peó · b6 negres peó · c6 negres cavall · f6 negres dama · h6 negres peó · d5 blanques alfil · g4 blanques dama · a3 blanques peó · f3 blanques cavall · g3 blanques peó · b2 blanques peó · f2 blanques peó · g2 blanques peó · d1 blanques torre · e1 blanques torre · g1 blanques rei | c8 negres torre · g8 negres rei · a7 negres peó · b7 negres alfil · d7 negres torre · f7 negres peó · g7 negres peó · b6 negres peó · c6 negres cavall · f6 negres dama · h6 negres peó · d5 blanques alfil · g4 blanques dama · a3 blanques peó · f3 blanques cavall · g3 blanques peó · b2 blanques peó · f2 blanques peó · g2 blanques peó · d1 blanques torre · e1 blanques torre · g1 blanques rei | c8 negres torre · g8 negres rei · a7 negres peó · b7 negres alfil · d7 negres torre · f7 negres peó · g7 negres peó · b6 negres peó · c6 negres cavall · f6 negres dama · h6 negres peó · d5 blanques alfil · g4 blanques dama · a3 blanques peó · f3 blanques cavall · g3 blanques peó · b2 blanques peó · f2 blanques peó · g2 blanques peó · d1 blanques torre · e1 blanques torre · g1 blanques rei | c8 negres torre · g8 negres rei · a7 negres peó · b7 negres alfil · d7 negres torre · f7 negres peó · g7 negres peó · b6 negres peó · c6 negres cavall · f6 negres dama · h6 negres peó · d5 blanques alfil · g4 blanques dama · a3 blanques peó · f3 blanques cavall · g3 blanques peó · b2 blanques peó · f2 blanques peó · g2 blanques peó · d1 blanques torre · e1 blanques torre · g1 blanques rei | c8 negres torre · g8 negres rei · a7 negres peó · b7 negres alfil · d7 negres torre · f7 negres peó · g7 negres peó · b6 negres peó · c6 negres cavall · f6 negres dama · h6 negres peó · d5 blanques alfil · g4 blanques dama · a3 blanques peó · f3 blanques cavall · g3 blanques peó · b2 blanques peó · f2 blanques peó · g2 blanques peó · d1 blanques torre · e1 blanques torre · g1 blanques rei | c8 negres torre · g8 negres rei · a7 negres peó · b7 negres alfil · d7 negres torre · f7 negres peó · g7 negres peó · b6 negres peó · c6 negres cavall · f6 negres dama · h6 negres peó · d5 blanques alfil · g4 blanques dama · a3 blanques peó · f3 blanques cavall · g3 blanques peó · b2 blanques peó · f2 blanques peó · g2 blanques peó · d1 blanques torre · e1 blanques torre · g1 blanques rei | c8 negres torre · g8 negres rei · a7 negres peó · b7 negres alfil · d7 negres torre · f7 negres peó · g7 negres peó · b6 negres peó · c6 negres cavall · f6 negres dama · h6 negres peó · d5 blanques alfil · g4 blanques dama · a3 blanques peó · f3 blanques cavall · g3 blanques peó · b2 blanques peó · f2 blanques peó · g2 blanques peó · d1 blanques torre · e1 blanques torre · g1 blanques rei | 3 |
| 2 | c8 negres torre · g8 negres rei · a7 negres peó · b7 negres alfil · d7 negres torre · f7 negres peó · g7 negres peó · b6 negres peó · c6 negres cavall · f6 negres dama · h6 negres peó · d5 blanques alfil · g4 blanques dama · a3 blanques peó · f3 blanques cavall · g3 blanques peó · b2 blanques peó · f2 blanques peó · g2 blanques peó · d1 blanques torre · e1 blanques torre · g1 blanques rei | c8 negres torre · g8 negres rei · a7 negres peó · b7 negres alfil · d7 negres torre · f7 negres peó · g7 negres peó · b6 negres peó · c6 negres cavall · f6 negres dama · h6 negres peó · d5 blanques alfil · g4 blanques dama · a3 blanques peó · f3 blanques cavall · g3 blanques peó · b2 blanques peó · f2 blanques peó · g2 blanques peó · d1 blanques torre · e1 blanques torre · g1 blanques rei | c8 negres torre · g8 negres rei · a7 negres peó · b7 negres alfil · d7 negres torre · f7 negres peó · g7 negres peó · b6 negres peó · c6 negres cavall · f6 negres dama · h6 negres peó · d5 blanques alfil · g4 blanques dama · a3 blanques peó · f3 blanques cavall · g3 blanques peó · b2 blanques peó · f2 blanques peó · g2 blanques peó · d1 blanques torre · e1 blanques torre · g1 blanques rei | c8 negres torre · g8 negres rei · a7 negres peó · b7 negres alfil · d7 negres torre · f7 negres peó · g7 negres peó · b6 negres peó · c6 negres cavall · f6 negres dama · h6 negres peó · d5 blanques alfil · g4 blanques dama · a3 blanques peó · f3 blanques cavall · g3 blanques peó · b2 blanques peó · f2 blanques peó · g2 blanques peó · d1 blanques torre · e1 blanques torre · g1 blanques rei | c8 negres torre · g8 negres rei · a7 negres peó · b7 negres alfil · d7 negres torre · f7 negres peó · g7 negres peó · b6 negres peó · c6 negres cavall · f6 negres dama · h6 negres peó · d5 blanques alfil · g4 blanques dama · a3 blanques peó · f3 blanques cavall · g3 blanques peó · b2 blanques peó · f2 blanques peó · g2 blanques peó · d1 blanques torre · e1 blanques torre · g1 blanques rei | c8 negres torre · g8 negres rei · a7 negres peó · b7 negres alfil · d7 negres torre · f7 negres peó · g7 negres peó · b6 negres peó · c6 negres cavall · f6 negres dama · h6 negres peó · d5 blanques alfil · g4 blanques dama · a3 blanques peó · f3 blanques cavall · g3 blanques peó · b2 blanques peó · f2 blanques peó · g2 blanques peó · d1 blanques torre · e1 blanques torre · g1 blanques rei | c8 negres torre · g8 negres rei · a7 negres peó · b7 negres alfil · d7 negres torre · f7 negres peó · g7 negres peó · b6 negres peó · c6 negres cavall · f6 negres dama · h6 negres peó · d5 blanques alfil · g4 blanques dama · a3 blanques peó · f3 blanques cavall · g3 blanques peó · b2 blanques peó · f2 blanques peó · g2 blanques peó · d1 blanques torre · e1 blanques torre · g1 blanques rei | c8 negres torre · g8 negres rei · a7 negres peó · b7 negres alfil · d7 negres torre · f7 negres peó · g7 negres peó · b6 negres peó · c6 negres cavall · f6 negres dama · h6 negres peó · d5 blanques alfil · g4 blanques dama · a3 blanques peó · f3 blanques cavall · g3 blanques peó · b2 blanques peó · f2 blanques peó · g2 blanques peó · d1 blanques torre · e1 blanques torre · g1 blanques rei | 2 |
| 1 | c8 negres torre · g8 negres rei · a7 negres peó · b7 negres alfil · d7 negres torre · f7 negres peó · g7 negres peó · b6 negres peó · c6 negres cavall · f6 negres dama · h6 negres peó · d5 blanques alfil · g4 blanques dama · a3 blanques peó · f3 blanques cavall · g3 blanques peó · b2 blanques peó · f2 blanques peó · g2 blanques peó · d1 blanques torre · e1 blanques torre · g1 blanques rei | c8 negres torre · g8 negres rei · a7 negres peó · b7 negres alfil · d7 negres torre · f7 negres peó · g7 negres peó · b6 negres peó · c6 negres cavall · f6 negres dama · h6 negres peó · d5 blanques alfil · g4 blanques dama · a3 blanques peó · f3 blanques cavall · g3 blanques peó · b2 blanques peó · f2 blanques peó · g2 blanques peó · d1 blanques torre · e1 blanques torre · g1 blanques rei | c8 negres torre · g8 negres rei · a7 negres peó · b7 negres alfil · d7 negres torre · f7 negres peó · g7 negres peó · b6 negres peó · c6 negres cavall · f6 negres dama · h6 negres peó · d5 blanques alfil · g4 blanques dama · a3 blanques peó · f3 blanques cavall · g3 blanques peó · b2 blanques peó · f2 blanques peó · g2 blanques peó · d1 blanques torre · e1 blanques torre · g1 blanques rei | c8 negres torre · g8 negres rei · a7 negres peó · b7 negres alfil · d7 negres torre · f7 negres peó · g7 negres peó · b6 negres peó · c6 negres cavall · f6 negres dama · h6 negres peó · d5 blanques alfil · g4 blanques dama · a3 blanques peó · f3 blanques cavall · g3 blanques peó · b2 blanques peó · f2 blanques peó · g2 blanques peó · d1 blanques torre · e1 blanques torre · g1 blanques rei | c8 negres torre · g8 negres rei · a7 negres peó · b7 negres alfil · d7 negres torre · f7 negres peó · g7 negres peó · b6 negres peó · c6 negres cavall · f6 negres dama · h6 negres peó · d5 blanques alfil · g4 blanques dama · a3 blanques peó · f3 blanques cavall · g3 blanques peó · b2 blanques peó · f2 blanques peó · g2 blanques peó · d1 blanques torre · e1 blanques torre · g1 blanques rei | c8 negres torre · g8 negres rei · a7 negres peó · b7 negres alfil · d7 negres torre · f7 negres peó · g7 negres peó · b6 negres peó · c6 negres cavall · f6 negres dama · h6 negres peó · d5 blanques alfil · g4 blanques dama · a3 blanques peó · f3 blanques cavall · g3 blanques peó · b2 blanques peó · f2 blanques peó · g2 blanques peó · d1 blanques torre · e1 blanques torre · g1 blanques rei | c8 negres torre · g8 negres rei · a7 negres peó · b7 negres alfil · d7 negres torre · f7 negres peó · g7 negres peó · b6 negres peó · c6 negres cavall · f6 negres dama · h6 negres peó · d5 blanques alfil · g4 blanques dama · a3 blanques peó · f3 blanques cavall · g3 blanques peó · b2 blanques peó · f2 blanques peó · g2 blanques peó · d1 blanques torre · e1 blanques torre · g1 blanques rei | c8 negres torre · g8 negres rei · a7 negres peó · b7 negres alfil · d7 negres torre · f7 negres peó · g7 negres peó · b6 negres peó · c6 negres cavall · f6 negres dama · h6 negres peó · d5 blanques alfil · g4 blanques dama · a3 blanques peó · f3 blanques cavall · g3 blanques peó · b2 blanques peó · f2 blanques peó · g2 blanques peó · d1 blanques torre · e1 blanques torre · g1 blanques rei | 1 |
|   | a | b | c | d | e | f | g | h |   |

Després de tal ràfega d'emoció, és comprensible que els jugadors volguessin més tranquil·litat a la següent partida, que va ser unes curtes taules en 27. Les següents quatre partides també va acabar en taules, amb Kàrpov potser una mica pitjor en almenys dues, però sense que en Kaspàrov fos capaç de forçar una victòria.
En Kaspàrov, parlant amb el GM András Adorján després de la partida 10, es lamentava de les oportunitats que ell sentia que havia perdut en les partides 7, 9 i 10. Adorján va dir però que: "El més important no és la puntuació, sinó la tendència, que, al meu parer, és favorable". L'asseveració d'Adorjan va esdevenir certa a l'onzena partida, que fou guanyada per en Kaspàrov en només 25 jugades, després d'una badada per part de Kàrpov en la jugada 22.
Les partides 12, 13 i 15 foren totes taules ràpides. La partida 14 també acabà en taules després d'un joc forçat i molt acurat per ambdós bàndols. Posteriorment, en Kaspàrov va qualificar la 14a partida com "potser la més neta del matx".
D'aquesta manera, el marcador després de 15 partides romania igualat 7½ - 7½, quan ja havia passat més de la meitat de la durada prevista.

### Partida 16 - L'obra mestra de Kaspàrov, o "El cavall-pop"
Les 10 primeres jugades de la partida 16' foren idèntiques a les de la partida 12. En Kàrpov fou el primer a desviar-se, però en Kaspàrov havia analitzat la posició profundament en la seva preparació anterior al matx, i va poder prendre la iniciativa, a despit del fet que jugava amb les negres.
El posicionament per part de Kaspàrov d'un cavall al cor de la posició de l'oponent tan aviat com a la jugada 16 (vegeu el primer diagrama) fou espectacular i, al cap i a la fi, decisiu. El cavall va romandre en aquell lloc fins a la jugada 34, quan en Kàrpov es va veure forçat a sacrificar la seva dama per fer-lo fora.
Els lectors del Chess Informant varen seleccionar aquesta partida com la millor de les 64 edicions. La partida fou emprada a la tercera temporada del programa de televisió Lost, en què John Locke venç una computadora jugant als escacs.
La partida va anar de la següent manera (notes basades en anàlisis de Kaspàrov):
|   | a | b | c | d | e | f | g | h |   |
| 8 | a8 negres torre · d8 negres dama · e8 negres torre · g8 negres rei · f7 negres peó · g7 negres peó · h7 negres peó · a6 negres peó · f6 negres cavall · b5 negres peó · c5 negres alfil · d5 blanques peó · f5 negres alfil · g5 blanques alfil · a3 blanques cavall · c3 blanques cavall · d3 negres cavall · f3 blanques alfil · a2 blanques peó · b2 blanques peó · d2 blanques dama · f2 blanques peó · g2 blanques peó · h2 blanques peó · d1 blanques torre · f1 blanques torre · g1 blanques rei | a8 negres torre · d8 negres dama · e8 negres torre · g8 negres rei · f7 negres peó · g7 negres peó · h7 negres peó · a6 negres peó · f6 negres cavall · b5 negres peó · c5 negres alfil · d5 blanques peó · f5 negres alfil · g5 blanques alfil · a3 blanques cavall · c3 blanques cavall · d3 negres cavall · f3 blanques alfil · a2 blanques peó · b2 blanques peó · d2 blanques dama · f2 blanques peó · g2 blanques peó · h2 blanques peó · d1 blanques torre · f1 blanques torre · g1 blanques rei | a8 negres torre · d8 negres dama · e8 negres torre · g8 negres rei · f7 negres peó · g7 negres peó · h7 negres peó · a6 negres peó · f6 negres cavall · b5 negres peó · c5 negres alfil · d5 blanques peó · f5 negres alfil · g5 blanques alfil · a3 blanques cavall · c3 blanques cavall · d3 negres cavall · f3 blanques alfil · a2 blanques peó · b2 blanques peó · d2 blanques dama · f2 blanques peó · g2 blanques peó · h2 blanques peó · d1 blanques torre · f1 blanques torre · g1 blanques rei | a8 negres torre · d8 negres dama · e8 negres torre · g8 negres rei · f7 negres peó · g7 negres peó · h7 negres peó · a6 negres peó · f6 negres cavall · b5 negres peó · c5 negres alfil · d5 blanques peó · f5 negres alfil · g5 blanques alfil · a3 blanques cavall · c3 blanques cavall · d3 negres cavall · f3 blanques alfil · a2 blanques peó · b2 blanques peó · d2 blanques dama · f2 blanques peó · g2 blanques peó · h2 blanques peó · d1 blanques torre · f1 blanques torre · g1 blanques rei | a8 negres torre · d8 negres dama · e8 negres torre · g8 negres rei · f7 negres peó · g7 negres peó · h7 negres peó · a6 negres peó · f6 negres cavall · b5 negres peó · c5 negres alfil · d5 blanques peó · f5 negres alfil · g5 blanques alfil · a3 blanques cavall · c3 blanques cavall · d3 negres cavall · f3 blanques alfil · a2 blanques peó · b2 blanques peó · d2 blanques dama · f2 blanques peó · g2 blanques peó · h2 blanques peó · d1 blanques torre · f1 blanques torre · g1 blanques rei | a8 negres torre · d8 negres dama · e8 negres torre · g8 negres rei · f7 negres peó · g7 negres peó · h7 negres peó · a6 negres peó · f6 negres cavall · b5 negres peó · c5 negres alfil · d5 blanques peó · f5 negres alfil · g5 blanques alfil · a3 blanques cavall · c3 blanques cavall · d3 negres cavall · f3 blanques alfil · a2 blanques peó · b2 blanques peó · d2 blanques dama · f2 blanques peó · g2 blanques peó · h2 blanques peó · d1 blanques torre · f1 blanques torre · g1 blanques rei | a8 negres torre · d8 negres dama · e8 negres torre · g8 negres rei · f7 negres peó · g7 negres peó · h7 negres peó · a6 negres peó · f6 negres cavall · b5 negres peó · c5 negres alfil · d5 blanques peó · f5 negres alfil · g5 blanques alfil · a3 blanques cavall · c3 blanques cavall · d3 negres cavall · f3 blanques alfil · a2 blanques peó · b2 blanques peó · d2 blanques dama · f2 blanques peó · g2 blanques peó · h2 blanques peó · d1 blanques torre · f1 blanques torre · g1 blanques rei | a8 negres torre · d8 negres dama · e8 negres torre · g8 negres rei · f7 negres peó · g7 negres peó · h7 negres peó · a6 negres peó · f6 negres cavall · b5 negres peó · c5 negres alfil · d5 blanques peó · f5 negres alfil · g5 blanques alfil · a3 blanques cavall · c3 blanques cavall · d3 negres cavall · f3 blanques alfil · a2 blanques peó · b2 blanques peó · d2 blanques dama · f2 blanques peó · g2 blanques peó · h2 blanques peó · d1 blanques torre · f1 blanques torre · g1 blanques rei | 8 |
| 7 | a8 negres torre · d8 negres dama · e8 negres torre · g8 negres rei · f7 negres peó · g7 negres peó · h7 negres peó · a6 negres peó · f6 negres cavall · b5 negres peó · c5 negres alfil · d5 blanques peó · f5 negres alfil · g5 blanques alfil · a3 blanques cavall · c3 blanques cavall · d3 negres cavall · f3 blanques alfil · a2 blanques peó · b2 blanques peó · d2 blanques dama · f2 blanques peó · g2 blanques peó · h2 blanques peó · d1 blanques torre · f1 blanques torre · g1 blanques rei | a8 negres torre · d8 negres dama · e8 negres torre · g8 negres rei · f7 negres peó · g7 negres peó · h7 negres peó · a6 negres peó · f6 negres cavall · b5 negres peó · c5 negres alfil · d5 blanques peó · f5 negres alfil · g5 blanques alfil · a3 blanques cavall · c3 blanques cavall · d3 negres cavall · f3 blanques alfil · a2 blanques peó · b2 blanques peó · d2 blanques dama · f2 blanques peó · g2 blanques peó · h2 blanques peó · d1 blanques torre · f1 blanques torre · g1 blanques rei | a8 negres torre · d8 negres dama · e8 negres torre · g8 negres rei · f7 negres peó · g7 negres peó · h7 negres peó · a6 negres peó · f6 negres cavall · b5 negres peó · c5 negres alfil · d5 blanques peó · f5 negres alfil · g5 blanques alfil · a3 blanques cavall · c3 blanques cavall · d3 negres cavall · f3 blanques alfil · a2 blanques peó · b2 blanques peó · d2 blanques dama · f2 blanques peó · g2 blanques peó · h2 blanques peó · d1 blanques torre · f1 blanques torre · g1 blanques rei | a8 negres torre · d8 negres dama · e8 negres torre · g8 negres rei · f7 negres peó · g7 negres peó · h7 negres peó · a6 negres peó · f6 negres cavall · b5 negres peó · c5 negres alfil · d5 blanques peó · f5 negres alfil · g5 blanques alfil · a3 blanques cavall · c3 blanques cavall · d3 negres cavall · f3 blanques alfil · a2 blanques peó · b2 blanques peó · d2 blanques dama · f2 blanques peó · g2 blanques peó · h2 blanques peó · d1 blanques torre · f1 blanques torre · g1 blanques rei | a8 negres torre · d8 negres dama · e8 negres torre · g8 negres rei · f7 negres peó · g7 negres peó · h7 negres peó · a6 negres peó · f6 negres cavall · b5 negres peó · c5 negres alfil · d5 blanques peó · f5 negres alfil · g5 blanques alfil · a3 blanques cavall · c3 blanques cavall · d3 negres cavall · f3 blanques alfil · a2 blanques peó · b2 blanques peó · d2 blanques dama · f2 blanques peó · g2 blanques peó · h2 blanques peó · d1 blanques torre · f1 blanques torre · g1 blanques rei | a8 negres torre · d8 negres dama · e8 negres torre · g8 negres rei · f7 negres peó · g7 negres peó · h7 negres peó · a6 negres peó · f6 negres cavall · b5 negres peó · c5 negres alfil · d5 blanques peó · f5 negres alfil · g5 blanques alfil · a3 blanques cavall · c3 blanques cavall · d3 negres cavall · f3 blanques alfil · a2 blanques peó · b2 blanques peó · d2 blanques dama · f2 blanques peó · g2 blanques peó · h2 blanques peó · d1 blanques torre · f1 blanques torre · g1 blanques rei | a8 negres torre · d8 negres dama · e8 negres torre · g8 negres rei · f7 negres peó · g7 negres peó · h7 negres peó · a6 negres peó · f6 negres cavall · b5 negres peó · c5 negres alfil · d5 blanques peó · f5 negres alfil · g5 blanques alfil · a3 blanques cavall · c3 blanques cavall · d3 negres cavall · f3 blanques alfil · a2 blanques peó · b2 blanques peó · d2 blanques dama · f2 blanques peó · g2 blanques peó · h2 blanques peó · d1 blanques torre · f1 blanques torre · g1 blanques rei | a8 negres torre · d8 negres dama · e8 negres torre · g8 negres rei · f7 negres peó · g7 negres peó · h7 negres peó · a6 negres peó · f6 negres cavall · b5 negres peó · c5 negres alfil · d5 blanques peó · f5 negres alfil · g5 blanques alfil · a3 blanques cavall · c3 blanques cavall · d3 negres cavall · f3 blanques alfil · a2 blanques peó · b2 blanques peó · d2 blanques dama · f2 blanques peó · g2 blanques peó · h2 blanques peó · d1 blanques torre · f1 blanques torre · g1 blanques rei | 7 |
| 6 | a8 negres torre · d8 negres dama · e8 negres torre · g8 negres rei · f7 negres peó · g7 negres peó · h7 negres peó · a6 negres peó · f6 negres cavall · b5 negres peó · c5 negres alfil · d5 blanques peó · f5 negres alfil · g5 blanques alfil · a3 blanques cavall · c3 blanques cavall · d3 negres cavall · f3 blanques alfil · a2 blanques peó · b2 blanques peó · d2 blanques dama · f2 blanques peó · g2 blanques peó · h2 blanques peó · d1 blanques torre · f1 blanques torre · g1 blanques rei | a8 negres torre · d8 negres dama · e8 negres torre · g8 negres rei · f7 negres peó · g7 negres peó · h7 negres peó · a6 negres peó · f6 negres cavall · b5 negres peó · c5 negres alfil · d5 blanques peó · f5 negres alfil · g5 blanques alfil · a3 blanques cavall · c3 blanques cavall · d3 negres cavall · f3 blanques alfil · a2 blanques peó · b2 blanques peó · d2 blanques dama · f2 blanques peó · g2 blanques peó · h2 blanques peó · d1 blanques torre · f1 blanques torre · g1 blanques rei | a8 negres torre · d8 negres dama · e8 negres torre · g8 negres rei · f7 negres peó · g7 negres peó · h7 negres peó · a6 negres peó · f6 negres cavall · b5 negres peó · c5 negres alfil · d5 blanques peó · f5 negres alfil · g5 blanques alfil · a3 blanques cavall · c3 blanques cavall · d3 negres cavall · f3 blanques alfil · a2 blanques peó · b2 blanques peó · d2 blanques dama · f2 blanques peó · g2 blanques peó · h2 blanques peó · d1 blanques torre · f1 blanques torre · g1 blanques rei | a8 negres torre · d8 negres dama · e8 negres torre · g8 negres rei · f7 negres peó · g7 negres peó · h7 negres peó · a6 negres peó · f6 negres cavall · b5 negres peó · c5 negres alfil · d5 blanques peó · f5 negres alfil · g5 blanques alfil · a3 blanques cavall · c3 blanques cavall · d3 negres cavall · f3 blanques alfil · a2 blanques peó · b2 blanques peó · d2 blanques dama · f2 blanques peó · g2 blanques peó · h2 blanques peó · d1 blanques torre · f1 blanques torre · g1 blanques rei | a8 negres torre · d8 negres dama · e8 negres torre · g8 negres rei · f7 negres peó · g7 negres peó · h7 negres peó · a6 negres peó · f6 negres cavall · b5 negres peó · c5 negres alfil · d5 blanques peó · f5 negres alfil · g5 blanques alfil · a3 blanques cavall · c3 blanques cavall · d3 negres cavall · f3 blanques alfil · a2 blanques peó · b2 blanques peó · d2 blanques dama · f2 blanques peó · g2 blanques peó · h2 blanques peó · d1 blanques torre · f1 blanques torre · g1 blanques rei | a8 negres torre · d8 negres dama · e8 negres torre · g8 negres rei · f7 negres peó · g7 negres peó · h7 negres peó · a6 negres peó · f6 negres cavall · b5 negres peó · c5 negres alfil · d5 blanques peó · f5 negres alfil · g5 blanques alfil · a3 blanques cavall · c3 blanques cavall · d3 negres cavall · f3 blanques alfil · a2 blanques peó · b2 blanques peó · d2 blanques dama · f2 blanques peó · g2 blanques peó · h2 blanques peó · d1 blanques torre · f1 blanques torre · g1 blanques rei | a8 negres torre · d8 negres dama · e8 negres torre · g8 negres rei · f7 negres peó · g7 negres peó · h7 negres peó · a6 negres peó · f6 negres cavall · b5 negres peó · c5 negres alfil · d5 blanques peó · f5 negres alfil · g5 blanques alfil · a3 blanques cavall · c3 blanques cavall · d3 negres cavall · f3 blanques alfil · a2 blanques peó · b2 blanques peó · d2 blanques dama · f2 blanques peó · g2 blanques peó · h2 blanques peó · d1 blanques torre · f1 blanques torre · g1 blanques rei | a8 negres torre · d8 negres dama · e8 negres torre · g8 negres rei · f7 negres peó · g7 negres peó · h7 negres peó · a6 negres peó · f6 negres cavall · b5 negres peó · c5 negres alfil · d5 blanques peó · f5 negres alfil · g5 blanques alfil · a3 blanques cavall · c3 blanques cavall · d3 negres cavall · f3 blanques alfil · a2 blanques peó · b2 blanques peó · d2 blanques dama · f2 blanques peó · g2 blanques peó · h2 blanques peó · d1 blanques torre · f1 blanques torre · g1 blanques rei | 6 |
| 5 | a8 negres torre · d8 negres dama · e8 negres torre · g8 negres rei · f7 negres peó · g7 negres peó · h7 negres peó · a6 negres peó · f6 negres cavall · b5 negres peó · c5 negres alfil · d5 blanques peó · f5 negres alfil · g5 blanques alfil · a3 blanques cavall · c3 blanques cavall · d3 negres cavall · f3 blanques alfil · a2 blanques peó · b2 blanques peó · d2 blanques dama · f2 blanques peó · g2 blanques peó · h2 blanques peó · d1 blanques torre · f1 blanques torre · g1 blanques rei | a8 negres torre · d8 negres dama · e8 negres torre · g8 negres rei · f7 negres peó · g7 negres peó · h7 negres peó · a6 negres peó · f6 negres cavall · b5 negres peó · c5 negres alfil · d5 blanques peó · f5 negres alfil · g5 blanques alfil · a3 blanques cavall · c3 blanques cavall · d3 negres cavall · f3 blanques alfil · a2 blanques peó · b2 blanques peó · d2 blanques dama · f2 blanques peó · g2 blanques peó · h2 blanques peó · d1 blanques torre · f1 blanques torre · g1 blanques rei | a8 negres torre · d8 negres dama · e8 negres torre · g8 negres rei · f7 negres peó · g7 negres peó · h7 negres peó · a6 negres peó · f6 negres cavall · b5 negres peó · c5 negres alfil · d5 blanques peó · f5 negres alfil · g5 blanques alfil · a3 blanques cavall · c3 blanques cavall · d3 negres cavall · f3 blanques alfil · a2 blanques peó · b2 blanques peó · d2 blanques dama · f2 blanques peó · g2 blanques peó · h2 blanques peó · d1 blanques torre · f1 blanques torre · g1 blanques rei | a8 negres torre · d8 negres dama · e8 negres torre · g8 negres rei · f7 negres peó · g7 negres peó · h7 negres peó · a6 negres peó · f6 negres cavall · b5 negres peó · c5 negres alfil · d5 blanques peó · f5 negres alfil · g5 blanques alfil · a3 blanques cavall · c3 blanques cavall · d3 negres cavall · f3 blanques alfil · a2 blanques peó · b2 blanques peó · d2 blanques dama · f2 blanques peó · g2 blanques peó · h2 blanques peó · d1 blanques torre · f1 blanques torre · g1 blanques rei | a8 negres torre · d8 negres dama · e8 negres torre · g8 negres rei · f7 negres peó · g7 negres peó · h7 negres peó · a6 negres peó · f6 negres cavall · b5 negres peó · c5 negres alfil · d5 blanques peó · f5 negres alfil · g5 blanques alfil · a3 blanques cavall · c3 blanques cavall · d3 negres cavall · f3 blanques alfil · a2 blanques peó · b2 blanques peó · d2 blanques dama · f2 blanques peó · g2 blanques peó · h2 blanques peó · d1 blanques torre · f1 blanques torre · g1 blanques rei | a8 negres torre · d8 negres dama · e8 negres torre · g8 negres rei · f7 negres peó · g7 negres peó · h7 negres peó · a6 negres peó · f6 negres cavall · b5 negres peó · c5 negres alfil · d5 blanques peó · f5 negres alfil · g5 blanques alfil · a3 blanques cavall · c3 blanques cavall · d3 negres cavall · f3 blanques alfil · a2 blanques peó · b2 blanques peó · d2 blanques dama · f2 blanques peó · g2 blanques peó · h2 blanques peó · d1 blanques torre · f1 blanques torre · g1 blanques rei | a8 negres torre · d8 negres dama · e8 negres torre · g8 negres rei · f7 negres peó · g7 negres peó · h7 negres peó · a6 negres peó · f6 negres cavall · b5 negres peó · c5 negres alfil · d5 blanques peó · f5 negres alfil · g5 blanques alfil · a3 blanques cavall · c3 blanques cavall · d3 negres cavall · f3 blanques alfil · a2 blanques peó · b2 blanques peó · d2 blanques dama · f2 blanques peó · g2 blanques peó · h2 blanques peó · d1 blanques torre · f1 blanques torre · g1 blanques rei | a8 negres torre · d8 negres dama · e8 negres torre · g8 negres rei · f7 negres peó · g7 negres peó · h7 negres peó · a6 negres peó · f6 negres cavall · b5 negres peó · c5 negres alfil · d5 blanques peó · f5 negres alfil · g5 blanques alfil · a3 blanques cavall · c3 blanques cavall · d3 negres cavall · f3 blanques alfil · a2 blanques peó · b2 blanques peó · d2 blanques dama · f2 blanques peó · g2 blanques peó · h2 blanques peó · d1 blanques torre · f1 blanques torre · g1 blanques rei | 5 |
| 4 | a8 negres torre · d8 negres dama · e8 negres torre · g8 negres rei · f7 negres peó · g7 negres peó · h7 negres peó · a6 negres peó · f6 negres cavall · b5 negres peó · c5 negres alfil · d5 blanques peó · f5 negres alfil · g5 blanques alfil · a3 blanques cavall · c3 blanques cavall · d3 negres cavall · f3 blanques alfil · a2 blanques peó · b2 blanques peó · d2 blanques dama · f2 blanques peó · g2 blanques peó · h2 blanques peó · d1 blanques torre · f1 blanques torre · g1 blanques rei | a8 negres torre · d8 negres dama · e8 negres torre · g8 negres rei · f7 negres peó · g7 negres peó · h7 negres peó · a6 negres peó · f6 negres cavall · b5 negres peó · c5 negres alfil · d5 blanques peó · f5 negres alfil · g5 blanques alfil · a3 blanques cavall · c3 blanques cavall · d3 negres cavall · f3 blanques alfil · a2 blanques peó · b2 blanques peó · d2 blanques dama · f2 blanques peó · g2 blanques peó · h2 blanques peó · d1 blanques torre · f1 blanques torre · g1 blanques rei | a8 negres torre · d8 negres dama · e8 negres torre · g8 negres rei · f7 negres peó · g7 negres peó · h7 negres peó · a6 negres peó · f6 negres cavall · b5 negres peó · c5 negres alfil · d5 blanques peó · f5 negres alfil · g5 blanques alfil · a3 blanques cavall · c3 blanques cavall · d3 negres cavall · f3 blanques alfil · a2 blanques peó · b2 blanques peó · d2 blanques dama · f2 blanques peó · g2 blanques peó · h2 blanques peó · d1 blanques torre · f1 blanques torre · g1 blanques rei | a8 negres torre · d8 negres dama · e8 negres torre · g8 negres rei · f7 negres peó · g7 negres peó · h7 negres peó · a6 negres peó · f6 negres cavall · b5 negres peó · c5 negres alfil · d5 blanques peó · f5 negres alfil · g5 blanques alfil · a3 blanques cavall · c3 blanques cavall · d3 negres cavall · f3 blanques alfil · a2 blanques peó · b2 blanques peó · d2 blanques dama · f2 blanques peó · g2 blanques peó · h2 blanques peó · d1 blanques torre · f1 blanques torre · g1 blanques rei | a8 negres torre · d8 negres dama · e8 negres torre · g8 negres rei · f7 negres peó · g7 negres peó · h7 negres peó · a6 negres peó · f6 negres cavall · b5 negres peó · c5 negres alfil · d5 blanques peó · f5 negres alfil · g5 blanques alfil · a3 blanques cavall · c3 blanques cavall · d3 negres cavall · f3 blanques alfil · a2 blanques peó · b2 blanques peó · d2 blanques dama · f2 blanques peó · g2 blanques peó · h2 blanques peó · d1 blanques torre · f1 blanques torre · g1 blanques rei | a8 negres torre · d8 negres dama · e8 negres torre · g8 negres rei · f7 negres peó · g7 negres peó · h7 negres peó · a6 negres peó · f6 negres cavall · b5 negres peó · c5 negres alfil · d5 blanques peó · f5 negres alfil · g5 blanques alfil · a3 blanques cavall · c3 blanques cavall · d3 negres cavall · f3 blanques alfil · a2 blanques peó · b2 blanques peó · d2 blanques dama · f2 blanques peó · g2 blanques peó · h2 blanques peó · d1 blanques torre · f1 blanques torre · g1 blanques rei | a8 negres torre · d8 negres dama · e8 negres torre · g8 negres rei · f7 negres peó · g7 negres peó · h7 negres peó · a6 negres peó · f6 negres cavall · b5 negres peó · c5 negres alfil · d5 blanques peó · f5 negres alfil · g5 blanques alfil · a3 blanques cavall · c3 blanques cavall · d3 negres cavall · f3 blanques alfil · a2 blanques peó · b2 blanques peó · d2 blanques dama · f2 blanques peó · g2 blanques peó · h2 blanques peó · d1 blanques torre · f1 blanques torre · g1 blanques rei | a8 negres torre · d8 negres dama · e8 negres torre · g8 negres rei · f7 negres peó · g7 negres peó · h7 negres peó · a6 negres peó · f6 negres cavall · b5 negres peó · c5 negres alfil · d5 blanques peó · f5 negres alfil · g5 blanques alfil · a3 blanques cavall · c3 blanques cavall · d3 negres cavall · f3 blanques alfil · a2 blanques peó · b2 blanques peó · d2 blanques dama · f2 blanques peó · g2 blanques peó · h2 blanques peó · d1 blanques torre · f1 blanques torre · g1 blanques rei | 4 |
| 3 | a8 negres torre · d8 negres dama · e8 negres torre · g8 negres rei · f7 negres peó · g7 negres peó · h7 negres peó · a6 negres peó · f6 negres cavall · b5 negres peó · c5 negres alfil · d5 blanques peó · f5 negres alfil · g5 blanques alfil · a3 blanques cavall · c3 blanques cavall · d3 negres cavall · f3 blanques alfil · a2 blanques peó · b2 blanques peó · d2 blanques dama · f2 blanques peó · g2 blanques peó · h2 blanques peó · d1 blanques torre · f1 blanques torre · g1 blanques rei | a8 negres torre · d8 negres dama · e8 negres torre · g8 negres rei · f7 negres peó · g7 negres peó · h7 negres peó · a6 negres peó · f6 negres cavall · b5 negres peó · c5 negres alfil · d5 blanques peó · f5 negres alfil · g5 blanques alfil · a3 blanques cavall · c3 blanques cavall · d3 negres cavall · f3 blanques alfil · a2 blanques peó · b2 blanques peó · d2 blanques dama · f2 blanques peó · g2 blanques peó · h2 blanques peó · d1 blanques torre · f1 blanques torre · g1 blanques rei | a8 negres torre · d8 negres dama · e8 negres torre · g8 negres rei · f7 negres peó · g7 negres peó · h7 negres peó · a6 negres peó · f6 negres cavall · b5 negres peó · c5 negres alfil · d5 blanques peó · f5 negres alfil · g5 blanques alfil · a3 blanques cavall · c3 blanques cavall · d3 negres cavall · f3 blanques alfil · a2 blanques peó · b2 blanques peó · d2 blanques dama · f2 blanques peó · g2 blanques peó · h2 blanques peó · d1 blanques torre · f1 blanques torre · g1 blanques rei | a8 negres torre · d8 negres dama · e8 negres torre · g8 negres rei · f7 negres peó · g7 negres peó · h7 negres peó · a6 negres peó · f6 negres cavall · b5 negres peó · c5 negres alfil · d5 blanques peó · f5 negres alfil · g5 blanques alfil · a3 blanques cavall · c3 blanques cavall · d3 negres cavall · f3 blanques alfil · a2 blanques peó · b2 blanques peó · d2 blanques dama · f2 blanques peó · g2 blanques peó · h2 blanques peó · d1 blanques torre · f1 blanques torre · g1 blanques rei | a8 negres torre · d8 negres dama · e8 negres torre · g8 negres rei · f7 negres peó · g7 negres peó · h7 negres peó · a6 negres peó · f6 negres cavall · b5 negres peó · c5 negres alfil · d5 blanques peó · f5 negres alfil · g5 blanques alfil · a3 blanques cavall · c3 blanques cavall · d3 negres cavall · f3 blanques alfil · a2 blanques peó · b2 blanques peó · d2 blanques dama · f2 blanques peó · g2 blanques peó · h2 blanques peó · d1 blanques torre · f1 blanques torre · g1 blanques rei | a8 negres torre · d8 negres dama · e8 negres torre · g8 negres rei · f7 negres peó · g7 negres peó · h7 negres peó · a6 negres peó · f6 negres cavall · b5 negres peó · c5 negres alfil · d5 blanques peó · f5 negres alfil · g5 blanques alfil · a3 blanques cavall · c3 blanques cavall · d3 negres cavall · f3 blanques alfil · a2 blanques peó · b2 blanques peó · d2 blanques dama · f2 blanques peó · g2 blanques peó · h2 blanques peó · d1 blanques torre · f1 blanques torre · g1 blanques rei | a8 negres torre · d8 negres dama · e8 negres torre · g8 negres rei · f7 negres peó · g7 negres peó · h7 negres peó · a6 negres peó · f6 negres cavall · b5 negres peó · c5 negres alfil · d5 blanques peó · f5 negres alfil · g5 blanques alfil · a3 blanques cavall · c3 blanques cavall · d3 negres cavall · f3 blanques alfil · a2 blanques peó · b2 blanques peó · d2 blanques dama · f2 blanques peó · g2 blanques peó · h2 blanques peó · d1 blanques torre · f1 blanques torre · g1 blanques rei | a8 negres torre · d8 negres dama · e8 negres torre · g8 negres rei · f7 negres peó · g7 negres peó · h7 negres peó · a6 negres peó · f6 negres cavall · b5 negres peó · c5 negres alfil · d5 blanques peó · f5 negres alfil · g5 blanques alfil · a3 blanques cavall · c3 blanques cavall · d3 negres cavall · f3 blanques alfil · a2 blanques peó · b2 blanques peó · d2 blanques dama · f2 blanques peó · g2 blanques peó · h2 blanques peó · d1 blanques torre · f1 blanques torre · g1 blanques rei | 3 |
| 2 | a8 negres torre · d8 negres dama · e8 negres torre · g8 negres rei · f7 negres peó · g7 negres peó · h7 negres peó · a6 negres peó · f6 negres cavall · b5 negres peó · c5 negres alfil · d5 blanques peó · f5 negres alfil · g5 blanques alfil · a3 blanques cavall · c3 blanques cavall · d3 negres cavall · f3 blanques alfil · a2 blanques peó · b2 blanques peó · d2 blanques dama · f2 blanques peó · g2 blanques peó · h2 blanques peó · d1 blanques torre · f1 blanques torre · g1 blanques rei | a8 negres torre · d8 negres dama · e8 negres torre · g8 negres rei · f7 negres peó · g7 negres peó · h7 negres peó · a6 negres peó · f6 negres cavall · b5 negres peó · c5 negres alfil · d5 blanques peó · f5 negres alfil · g5 blanques alfil · a3 blanques cavall · c3 blanques cavall · d3 negres cavall · f3 blanques alfil · a2 blanques peó · b2 blanques peó · d2 blanques dama · f2 blanques peó · g2 blanques peó · h2 blanques peó · d1 blanques torre · f1 blanques torre · g1 blanques rei | a8 negres torre · d8 negres dama · e8 negres torre · g8 negres rei · f7 negres peó · g7 negres peó · h7 negres peó · a6 negres peó · f6 negres cavall · b5 negres peó · c5 negres alfil · d5 blanques peó · f5 negres alfil · g5 blanques alfil · a3 blanques cavall · c3 blanques cavall · d3 negres cavall · f3 blanques alfil · a2 blanques peó · b2 blanques peó · d2 blanques dama · f2 blanques peó · g2 blanques peó · h2 blanques peó · d1 blanques torre · f1 blanques torre · g1 blanques rei | a8 negres torre · d8 negres dama · e8 negres torre · g8 negres rei · f7 negres peó · g7 negres peó · h7 negres peó · a6 negres peó · f6 negres cavall · b5 negres peó · c5 negres alfil · d5 blanques peó · f5 negres alfil · g5 blanques alfil · a3 blanques cavall · c3 blanques cavall · d3 negres cavall · f3 blanques alfil · a2 blanques peó · b2 blanques peó · d2 blanques dama · f2 blanques peó · g2 blanques peó · h2 blanques peó · d1 blanques torre · f1 blanques torre · g1 blanques rei | a8 negres torre · d8 negres dama · e8 negres torre · g8 negres rei · f7 negres peó · g7 negres peó · h7 negres peó · a6 negres peó · f6 negres cavall · b5 negres peó · c5 negres alfil · d5 blanques peó · f5 negres alfil · g5 blanques alfil · a3 blanques cavall · c3 blanques cavall · d3 negres cavall · f3 blanques alfil · a2 blanques peó · b2 blanques peó · d2 blanques dama · f2 blanques peó · g2 blanques peó · h2 blanques peó · d1 blanques torre · f1 blanques torre · g1 blanques rei | a8 negres torre · d8 negres dama · e8 negres torre · g8 negres rei · f7 negres peó · g7 negres peó · h7 negres peó · a6 negres peó · f6 negres cavall · b5 negres peó · c5 negres alfil · d5 blanques peó · f5 negres alfil · g5 blanques alfil · a3 blanques cavall · c3 blanques cavall · d3 negres cavall · f3 blanques alfil · a2 blanques peó · b2 blanques peó · d2 blanques dama · f2 blanques peó · g2 blanques peó · h2 blanques peó · d1 blanques torre · f1 blanques torre · g1 blanques rei | a8 negres torre · d8 negres dama · e8 negres torre · g8 negres rei · f7 negres peó · g7 negres peó · h7 negres peó · a6 negres peó · f6 negres cavall · b5 negres peó · c5 negres alfil · d5 blanques peó · f5 negres alfil · g5 blanques alfil · a3 blanques cavall · c3 blanques cavall · d3 negres cavall · f3 blanques alfil · a2 blanques peó · b2 blanques peó · d2 blanques dama · f2 blanques peó · g2 blanques peó · h2 blanques peó · d1 blanques torre · f1 blanques torre · g1 blanques rei | a8 negres torre · d8 negres dama · e8 negres torre · g8 negres rei · f7 negres peó · g7 negres peó · h7 negres peó · a6 negres peó · f6 negres cavall · b5 negres peó · c5 negres alfil · d5 blanques peó · f5 negres alfil · g5 blanques alfil · a3 blanques cavall · c3 blanques cavall · d3 negres cavall · f3 blanques alfil · a2 blanques peó · b2 blanques peó · d2 blanques dama · f2 blanques peó · g2 blanques peó · h2 blanques peó · d1 blanques torre · f1 blanques torre · g1 blanques rei | 2 |
| 1 | a8 negres torre · d8 negres dama · e8 negres torre · g8 negres rei · f7 negres peó · g7 negres peó · h7 negres peó · a6 negres peó · f6 negres cavall · b5 negres peó · c5 negres alfil · d5 blanques peó · f5 negres alfil · g5 blanques alfil · a3 blanques cavall · c3 blanques cavall · d3 negres cavall · f3 blanques alfil · a2 blanques peó · b2 blanques peó · d2 blanques dama · f2 blanques peó · g2 blanques peó · h2 blanques peó · d1 blanques torre · f1 blanques torre · g1 blanques rei | a8 negres torre · d8 negres dama · e8 negres torre · g8 negres rei · f7 negres peó · g7 negres peó · h7 negres peó · a6 negres peó · f6 negres cavall · b5 negres peó · c5 negres alfil · d5 blanques peó · f5 negres alfil · g5 blanques alfil · a3 blanques cavall · c3 blanques cavall · d3 negres cavall · f3 blanques alfil · a2 blanques peó · b2 blanques peó · d2 blanques dama · f2 blanques peó · g2 blanques peó · h2 blanques peó · d1 blanques torre · f1 blanques torre · g1 blanques rei | a8 negres torre · d8 negres dama · e8 negres torre · g8 negres rei · f7 negres peó · g7 negres peó · h7 negres peó · a6 negres peó · f6 negres cavall · b5 negres peó · c5 negres alfil · d5 blanques peó · f5 negres alfil · g5 blanques alfil · a3 blanques cavall · c3 blanques cavall · d3 negres cavall · f3 blanques alfil · a2 blanques peó · b2 blanques peó · d2 blanques dama · f2 blanques peó · g2 blanques peó · h2 blanques peó · d1 blanques torre · f1 blanques torre · g1 blanques rei | a8 negres torre · d8 negres dama · e8 negres torre · g8 negres rei · f7 negres peó · g7 negres peó · h7 negres peó · a6 negres peó · f6 negres cavall · b5 negres peó · c5 negres alfil · d5 blanques peó · f5 negres alfil · g5 blanques alfil · a3 blanques cavall · c3 blanques cavall · d3 negres cavall · f3 blanques alfil · a2 blanques peó · b2 blanques peó · d2 blanques dama · f2 blanques peó · g2 blanques peó · h2 blanques peó · d1 blanques torre · f1 blanques torre · g1 blanques rei | a8 negres torre · d8 negres dama · e8 negres torre · g8 negres rei · f7 negres peó · g7 negres peó · h7 negres peó · a6 negres peó · f6 negres cavall · b5 negres peó · c5 negres alfil · d5 blanques peó · f5 negres alfil · g5 blanques alfil · a3 blanques cavall · c3 blanques cavall · d3 negres cavall · f3 blanques alfil · a2 blanques peó · b2 blanques peó · d2 blanques dama · f2 blanques peó · g2 blanques peó · h2 blanques peó · d1 blanques torre · f1 blanques torre · g1 blanques rei | a8 negres torre · d8 negres dama · e8 negres torre · g8 negres rei · f7 negres peó · g7 negres peó · h7 negres peó · a6 negres peó · f6 negres cavall · b5 negres peó · c5 negres alfil · d5 blanques peó · f5 negres alfil · g5 blanques alfil · a3 blanques cavall · c3 blanques cavall · d3 negres cavall · f3 blanques alfil · a2 blanques peó · b2 blanques peó · d2 blanques dama · f2 blanques peó · g2 blanques peó · h2 blanques peó · d1 blanques torre · f1 blanques torre · g1 blanques rei | a8 negres torre · d8 negres dama · e8 negres torre · g8 negres rei · f7 negres peó · g7 negres peó · h7 negres peó · a6 negres peó · f6 negres cavall · b5 negres peó · c5 negres alfil · d5 blanques peó · f5 negres alfil · g5 blanques alfil · a3 blanques cavall · c3 blanques cavall · d3 negres cavall · f3 blanques alfil · a2 blanques peó · b2 blanques peó · d2 blanques dama · f2 blanques peó · g2 blanques peó · h2 blanques peó · d1 blanques torre · f1 blanques torre · g1 blanques rei | a8 negres torre · d8 negres dama · e8 negres torre · g8 negres rei · f7 negres peó · g7 negres peó · h7 negres peó · a6 negres peó · f6 negres cavall · b5 negres peó · c5 negres alfil · d5 blanques peó · f5 negres alfil · g5 blanques alfil · a3 blanques cavall · c3 blanques cavall · d3 negres cavall · f3 blanques alfil · a2 blanques peó · b2 blanques peó · d2 blanques dama · f2 blanques peó · g2 blanques peó · h2 blanques peó · d1 blanques torre · f1 blanques torre · g1 blanques rei | 1 |
|   | a | b | c | d | e | f | g | h |   |

1.e4 c5 2.Cf3 e6 3.d4 cxd4 4.Cxd4 Cc6 5.Cb5 d6 6.c4 Cf6 7.C1c3 a6 8.Ca3 d5 9.cxd5 exd5 10.exd5 Cb4 11.Ae2 Ac5
Aquest moviment ja no es juga actualment al màxim nivells, ja que poc després de la partida es va descobrir que les blanques podrien fer 12.Ae3 Axe3 13 Da4+ retenint el peó d'avantatge sense tantes dificultats com pateixen en aquesta partida.
12.O-O O-O 13.Af3 Af5
Després de 13 Ag5 Cbxd5 14 Cxd5 Dxd5 15 Axf6 Dxd1 16 Txfd1 gxf6, les negres farien taules fàcilment. En Kaspàrov comentà que pensava que en Kàrpov se sentiria obligat a jugar a guanyar en aquesta posició.
14.Ag5 Te8 15.Dd2 b5 16.Tad1 Cd3
(vegeu el diagrama) El "cavall-pop" comença a dominar la posició blanca.
17.Cab1
En Kàrpov hauria hagut de jugar més activament aquí. 17. d6 hagués estat millor, tot i que la posició de les negres encara és superior després de 17. ... Dxd6 18. Axa8 Txa8.
17. ... h6 18.Ah4 b4 19.Ca4 Ad6
En Kaspàrov va afirmar després que havia arribat a aquesta posició en la seva preparació casolana: "Una posició per la qual m'havia delit en les meves anàlisis preparatòries! Les negres han assolit un avantatge obvi. Les blanques tenen disperses les seves peces menors en cada flanc i són incapaces de coordinar-les; la col·locació dels cavalls és particularment depriment. En canvi, les negres tenen el poderós duo Af5 i Cd3 que paralitza completament les tres peces majors de les blanques - quelcom que passa molt rarament en una partida real!"
|   | a | b | c | d | e | f | g | h |   |
| 8 | f7 negres peó · g7 negres rei · h6 negres peó · b4 negres peó · g4 blanques peó · b3 blanques peó · d3 blanques torre · g3 blanques peó · d2 blanques cavall · f2 negres dama · g2 blanques alfil · h2 blanques peó · d1 blanques cavall · e1 negres torre · h1 blanques rei | f7 negres peó · g7 negres rei · h6 negres peó · b4 negres peó · g4 blanques peó · b3 blanques peó · d3 blanques torre · g3 blanques peó · d2 blanques cavall · f2 negres dama · g2 blanques alfil · h2 blanques peó · d1 blanques cavall · e1 negres torre · h1 blanques rei | f7 negres peó · g7 negres rei · h6 negres peó · b4 negres peó · g4 blanques peó · b3 blanques peó · d3 blanques torre · g3 blanques peó · d2 blanques cavall · f2 negres dama · g2 blanques alfil · h2 blanques peó · d1 blanques cavall · e1 negres torre · h1 blanques rei | f7 negres peó · g7 negres rei · h6 negres peó · b4 negres peó · g4 blanques peó · b3 blanques peó · d3 blanques torre · g3 blanques peó · d2 blanques cavall · f2 negres dama · g2 blanques alfil · h2 blanques peó · d1 blanques cavall · e1 negres torre · h1 blanques rei | f7 negres peó · g7 negres rei · h6 negres peó · b4 negres peó · g4 blanques peó · b3 blanques peó · d3 blanques torre · g3 blanques peó · d2 blanques cavall · f2 negres dama · g2 blanques alfil · h2 blanques peó · d1 blanques cavall · e1 negres torre · h1 blanques rei | f7 negres peó · g7 negres rei · h6 negres peó · b4 negres peó · g4 blanques peó · b3 blanques peó · d3 blanques torre · g3 blanques peó · d2 blanques cavall · f2 negres dama · g2 blanques alfil · h2 blanques peó · d1 blanques cavall · e1 negres torre · h1 blanques rei | f7 negres peó · g7 negres rei · h6 negres peó · b4 negres peó · g4 blanques peó · b3 blanques peó · d3 blanques torre · g3 blanques peó · d2 blanques cavall · f2 negres dama · g2 blanques alfil · h2 blanques peó · d1 blanques cavall · e1 negres torre · h1 blanques rei | f7 negres peó · g7 negres rei · h6 negres peó · b4 negres peó · g4 blanques peó · b3 blanques peó · d3 blanques torre · g3 blanques peó · d2 blanques cavall · f2 negres dama · g2 blanques alfil · h2 blanques peó · d1 blanques cavall · e1 negres torre · h1 blanques rei | 8 |
| 7 | f7 negres peó · g7 negres rei · h6 negres peó · b4 negres peó · g4 blanques peó · b3 blanques peó · d3 blanques torre · g3 blanques peó · d2 blanques cavall · f2 negres dama · g2 blanques alfil · h2 blanques peó · d1 blanques cavall · e1 negres torre · h1 blanques rei | f7 negres peó · g7 negres rei · h6 negres peó · b4 negres peó · g4 blanques peó · b3 blanques peó · d3 blanques torre · g3 blanques peó · d2 blanques cavall · f2 negres dama · g2 blanques alfil · h2 blanques peó · d1 blanques cavall · e1 negres torre · h1 blanques rei | f7 negres peó · g7 negres rei · h6 negres peó · b4 negres peó · g4 blanques peó · b3 blanques peó · d3 blanques torre · g3 blanques peó · d2 blanques cavall · f2 negres dama · g2 blanques alfil · h2 blanques peó · d1 blanques cavall · e1 negres torre · h1 blanques rei | f7 negres peó · g7 negres rei · h6 negres peó · b4 negres peó · g4 blanques peó · b3 blanques peó · d3 blanques torre · g3 blanques peó · d2 blanques cavall · f2 negres dama · g2 blanques alfil · h2 blanques peó · d1 blanques cavall · e1 negres torre · h1 blanques rei | f7 negres peó · g7 negres rei · h6 negres peó · b4 negres peó · g4 blanques peó · b3 blanques peó · d3 blanques torre · g3 blanques peó · d2 blanques cavall · f2 negres dama · g2 blanques alfil · h2 blanques peó · d1 blanques cavall · e1 negres torre · h1 blanques rei | f7 negres peó · g7 negres rei · h6 negres peó · b4 negres peó · g4 blanques peó · b3 blanques peó · d3 blanques torre · g3 blanques peó · d2 blanques cavall · f2 negres dama · g2 blanques alfil · h2 blanques peó · d1 blanques cavall · e1 negres torre · h1 blanques rei | f7 negres peó · g7 negres rei · h6 negres peó · b4 negres peó · g4 blanques peó · b3 blanques peó · d3 blanques torre · g3 blanques peó · d2 blanques cavall · f2 negres dama · g2 blanques alfil · h2 blanques peó · d1 blanques cavall · e1 negres torre · h1 blanques rei | f7 negres peó · g7 negres rei · h6 negres peó · b4 negres peó · g4 blanques peó · b3 blanques peó · d3 blanques torre · g3 blanques peó · d2 blanques cavall · f2 negres dama · g2 blanques alfil · h2 blanques peó · d1 blanques cavall · e1 negres torre · h1 blanques rei | 7 |
| 6 | f7 negres peó · g7 negres rei · h6 negres peó · b4 negres peó · g4 blanques peó · b3 blanques peó · d3 blanques torre · g3 blanques peó · d2 blanques cavall · f2 negres dama · g2 blanques alfil · h2 blanques peó · d1 blanques cavall · e1 negres torre · h1 blanques rei | f7 negres peó · g7 negres rei · h6 negres peó · b4 negres peó · g4 blanques peó · b3 blanques peó · d3 blanques torre · g3 blanques peó · d2 blanques cavall · f2 negres dama · g2 blanques alfil · h2 blanques peó · d1 blanques cavall · e1 negres torre · h1 blanques rei | f7 negres peó · g7 negres rei · h6 negres peó · b4 negres peó · g4 blanques peó · b3 blanques peó · d3 blanques torre · g3 blanques peó · d2 blanques cavall · f2 negres dama · g2 blanques alfil · h2 blanques peó · d1 blanques cavall · e1 negres torre · h1 blanques rei | f7 negres peó · g7 negres rei · h6 negres peó · b4 negres peó · g4 blanques peó · b3 blanques peó · d3 blanques torre · g3 blanques peó · d2 blanques cavall · f2 negres dama · g2 blanques alfil · h2 blanques peó · d1 blanques cavall · e1 negres torre · h1 blanques rei | f7 negres peó · g7 negres rei · h6 negres peó · b4 negres peó · g4 blanques peó · b3 blanques peó · d3 blanques torre · g3 blanques peó · d2 blanques cavall · f2 negres dama · g2 blanques alfil · h2 blanques peó · d1 blanques cavall · e1 negres torre · h1 blanques rei | f7 negres peó · g7 negres rei · h6 negres peó · b4 negres peó · g4 blanques peó · b3 blanques peó · d3 blanques torre · g3 blanques peó · d2 blanques cavall · f2 negres dama · g2 blanques alfil · h2 blanques peó · d1 blanques cavall · e1 negres torre · h1 blanques rei | f7 negres peó · g7 negres rei · h6 negres peó · b4 negres peó · g4 blanques peó · b3 blanques peó · d3 blanques torre · g3 blanques peó · d2 blanques cavall · f2 negres dama · g2 blanques alfil · h2 blanques peó · d1 blanques cavall · e1 negres torre · h1 blanques rei | f7 negres peó · g7 negres rei · h6 negres peó · b4 negres peó · g4 blanques peó · b3 blanques peó · d3 blanques torre · g3 blanques peó · d2 blanques cavall · f2 negres dama · g2 blanques alfil · h2 blanques peó · d1 blanques cavall · e1 negres torre · h1 blanques rei | 6 |
| 5 | f7 negres peó · g7 negres rei · h6 negres peó · b4 negres peó · g4 blanques peó · b3 blanques peó · d3 blanques torre · g3 blanques peó · d2 blanques cavall · f2 negres dama · g2 blanques alfil · h2 blanques peó · d1 blanques cavall · e1 negres torre · h1 blanques rei | f7 negres peó · g7 negres rei · h6 negres peó · b4 negres peó · g4 blanques peó · b3 blanques peó · d3 blanques torre · g3 blanques peó · d2 blanques cavall · f2 negres dama · g2 blanques alfil · h2 blanques peó · d1 blanques cavall · e1 negres torre · h1 blanques rei | f7 negres peó · g7 negres rei · h6 negres peó · b4 negres peó · g4 blanques peó · b3 blanques peó · d3 blanques torre · g3 blanques peó · d2 blanques cavall · f2 negres dama · g2 blanques alfil · h2 blanques peó · d1 blanques cavall · e1 negres torre · h1 blanques rei | f7 negres peó · g7 negres rei · h6 negres peó · b4 negres peó · g4 blanques peó · b3 blanques peó · d3 blanques torre · g3 blanques peó · d2 blanques cavall · f2 negres dama · g2 blanques alfil · h2 blanques peó · d1 blanques cavall · e1 negres torre · h1 blanques rei | f7 negres peó · g7 negres rei · h6 negres peó · b4 negres peó · g4 blanques peó · b3 blanques peó · d3 blanques torre · g3 blanques peó · d2 blanques cavall · f2 negres dama · g2 blanques alfil · h2 blanques peó · d1 blanques cavall · e1 negres torre · h1 blanques rei | f7 negres peó · g7 negres rei · h6 negres peó · b4 negres peó · g4 blanques peó · b3 blanques peó · d3 blanques torre · g3 blanques peó · d2 blanques cavall · f2 negres dama · g2 blanques alfil · h2 blanques peó · d1 blanques cavall · e1 negres torre · h1 blanques rei | f7 negres peó · g7 negres rei · h6 negres peó · b4 negres peó · g4 blanques peó · b3 blanques peó · d3 blanques torre · g3 blanques peó · d2 blanques cavall · f2 negres dama · g2 blanques alfil · h2 blanques peó · d1 blanques cavall · e1 negres torre · h1 blanques rei | f7 negres peó · g7 negres rei · h6 negres peó · b4 negres peó · g4 blanques peó · b3 blanques peó · d3 blanques torre · g3 blanques peó · d2 blanques cavall · f2 negres dama · g2 blanques alfil · h2 blanques peó · d1 blanques cavall · e1 negres torre · h1 blanques rei | 5 |
| 4 | f7 negres peó · g7 negres rei · h6 negres peó · b4 negres peó · g4 blanques peó · b3 blanques peó · d3 blanques torre · g3 blanques peó · d2 blanques cavall · f2 negres dama · g2 blanques alfil · h2 blanques peó · d1 blanques cavall · e1 negres torre · h1 blanques rei | f7 negres peó · g7 negres rei · h6 negres peó · b4 negres peó · g4 blanques peó · b3 blanques peó · d3 blanques torre · g3 blanques peó · d2 blanques cavall · f2 negres dama · g2 blanques alfil · h2 blanques peó · d1 blanques cavall · e1 negres torre · h1 blanques rei | f7 negres peó · g7 negres rei · h6 negres peó · b4 negres peó · g4 blanques peó · b3 blanques peó · d3 blanques torre · g3 blanques peó · d2 blanques cavall · f2 negres dama · g2 blanques alfil · h2 blanques peó · d1 blanques cavall · e1 negres torre · h1 blanques rei | f7 negres peó · g7 negres rei · h6 negres peó · b4 negres peó · g4 blanques peó · b3 blanques peó · d3 blanques torre · g3 blanques peó · d2 blanques cavall · f2 negres dama · g2 blanques alfil · h2 blanques peó · d1 blanques cavall · e1 negres torre · h1 blanques rei | f7 negres peó · g7 negres rei · h6 negres peó · b4 negres peó · g4 blanques peó · b3 blanques peó · d3 blanques torre · g3 blanques peó · d2 blanques cavall · f2 negres dama · g2 blanques alfil · h2 blanques peó · d1 blanques cavall · e1 negres torre · h1 blanques rei | f7 negres peó · g7 negres rei · h6 negres peó · b4 negres peó · g4 blanques peó · b3 blanques peó · d3 blanques torre · g3 blanques peó · d2 blanques cavall · f2 negres dama · g2 blanques alfil · h2 blanques peó · d1 blanques cavall · e1 negres torre · h1 blanques rei | f7 negres peó · g7 negres rei · h6 negres peó · b4 negres peó · g4 blanques peó · b3 blanques peó · d3 blanques torre · g3 blanques peó · d2 blanques cavall · f2 negres dama · g2 blanques alfil · h2 blanques peó · d1 blanques cavall · e1 negres torre · h1 blanques rei | f7 negres peó · g7 negres rei · h6 negres peó · b4 negres peó · g4 blanques peó · b3 blanques peó · d3 blanques torre · g3 blanques peó · d2 blanques cavall · f2 negres dama · g2 blanques alfil · h2 blanques peó · d1 blanques cavall · e1 negres torre · h1 blanques rei | 4 |
| 3 | f7 negres peó · g7 negres rei · h6 negres peó · b4 negres peó · g4 blanques peó · b3 blanques peó · d3 blanques torre · g3 blanques peó · d2 blanques cavall · f2 negres dama · g2 blanques alfil · h2 blanques peó · d1 blanques cavall · e1 negres torre · h1 blanques rei | f7 negres peó · g7 negres rei · h6 negres peó · b4 negres peó · g4 blanques peó · b3 blanques peó · d3 blanques torre · g3 blanques peó · d2 blanques cavall · f2 negres dama · g2 blanques alfil · h2 blanques peó · d1 blanques cavall · e1 negres torre · h1 blanques rei | f7 negres peó · g7 negres rei · h6 negres peó · b4 negres peó · g4 blanques peó · b3 blanques peó · d3 blanques torre · g3 blanques peó · d2 blanques cavall · f2 negres dama · g2 blanques alfil · h2 blanques peó · d1 blanques cavall · e1 negres torre · h1 blanques rei | f7 negres peó · g7 negres rei · h6 negres peó · b4 negres peó · g4 blanques peó · b3 blanques peó · d3 blanques torre · g3 blanques peó · d2 blanques cavall · f2 negres dama · g2 blanques alfil · h2 blanques peó · d1 blanques cavall · e1 negres torre · h1 blanques rei | f7 negres peó · g7 negres rei · h6 negres peó · b4 negres peó · g4 blanques peó · b3 blanques peó · d3 blanques torre · g3 blanques peó · d2 blanques cavall · f2 negres dama · g2 blanques alfil · h2 blanques peó · d1 blanques cavall · e1 negres torre · h1 blanques rei | f7 negres peó · g7 negres rei · h6 negres peó · b4 negres peó · g4 blanques peó · b3 blanques peó · d3 blanques torre · g3 blanques peó · d2 blanques cavall · f2 negres dama · g2 blanques alfil · h2 blanques peó · d1 blanques cavall · e1 negres torre · h1 blanques rei | f7 negres peó · g7 negres rei · h6 negres peó · b4 negres peó · g4 blanques peó · b3 blanques peó · d3 blanques torre · g3 blanques peó · d2 blanques cavall · f2 negres dama · g2 blanques alfil · h2 blanques peó · d1 blanques cavall · e1 negres torre · h1 blanques rei | f7 negres peó · g7 negres rei · h6 negres peó · b4 negres peó · g4 blanques peó · b3 blanques peó · d3 blanques torre · g3 blanques peó · d2 blanques cavall · f2 negres dama · g2 blanques alfil · h2 blanques peó · d1 blanques cavall · e1 negres torre · h1 blanques rei | 3 |
| 2 | f7 negres peó · g7 negres rei · h6 negres peó · b4 negres peó · g4 blanques peó · b3 blanques peó · d3 blanques torre · g3 blanques peó · d2 blanques cavall · f2 negres dama · g2 blanques alfil · h2 blanques peó · d1 blanques cavall · e1 negres torre · h1 blanques rei | f7 negres peó · g7 negres rei · h6 negres peó · b4 negres peó · g4 blanques peó · b3 blanques peó · d3 blanques torre · g3 blanques peó · d2 blanques cavall · f2 negres dama · g2 blanques alfil · h2 blanques peó · d1 blanques cavall · e1 negres torre · h1 blanques rei | f7 negres peó · g7 negres rei · h6 negres peó · b4 negres peó · g4 blanques peó · b3 blanques peó · d3 blanques torre · g3 blanques peó · d2 blanques cavall · f2 negres dama · g2 blanques alfil · h2 blanques peó · d1 blanques cavall · e1 negres torre · h1 blanques rei | f7 negres peó · g7 negres rei · h6 negres peó · b4 negres peó · g4 blanques peó · b3 blanques peó · d3 blanques torre · g3 blanques peó · d2 blanques cavall · f2 negres dama · g2 blanques alfil · h2 blanques peó · d1 blanques cavall · e1 negres torre · h1 blanques rei | f7 negres peó · g7 negres rei · h6 negres peó · b4 negres peó · g4 blanques peó · b3 blanques peó · d3 blanques torre · g3 blanques peó · d2 blanques cavall · f2 negres dama · g2 blanques alfil · h2 blanques peó · d1 blanques cavall · e1 negres torre · h1 blanques rei | f7 negres peó · g7 negres rei · h6 negres peó · b4 negres peó · g4 blanques peó · b3 blanques peó · d3 blanques torre · g3 blanques peó · d2 blanques cavall · f2 negres dama · g2 blanques alfil · h2 blanques peó · d1 blanques cavall · e1 negres torre · h1 blanques rei | f7 negres peó · g7 negres rei · h6 negres peó · b4 negres peó · g4 blanques peó · b3 blanques peó · d3 blanques torre · g3 blanques peó · d2 blanques cavall · f2 negres dama · g2 blanques alfil · h2 blanques peó · d1 blanques cavall · e1 negres torre · h1 blanques rei | f7 negres peó · g7 negres rei · h6 negres peó · b4 negres peó · g4 blanques peó · b3 blanques peó · d3 blanques torre · g3 blanques peó · d2 blanques cavall · f2 negres dama · g2 blanques alfil · h2 blanques peó · d1 blanques cavall · e1 negres torre · h1 blanques rei | 2 |
| 1 | f7 negres peó · g7 negres rei · h6 negres peó · b4 negres peó · g4 blanques peó · b3 blanques peó · d3 blanques torre · g3 blanques peó · d2 blanques cavall · f2 negres dama · g2 blanques alfil · h2 blanques peó · d1 blanques cavall · e1 negres torre · h1 blanques rei | f7 negres peó · g7 negres rei · h6 negres peó · b4 negres peó · g4 blanques peó · b3 blanques peó · d3 blanques torre · g3 blanques peó · d2 blanques cavall · f2 negres dama · g2 blanques alfil · h2 blanques peó · d1 blanques cavall · e1 negres torre · h1 blanques rei | f7 negres peó · g7 negres rei · h6 negres peó · b4 negres peó · g4 blanques peó · b3 blanques peó · d3 blanques torre · g3 blanques peó · d2 blanques cavall · f2 negres dama · g2 blanques alfil · h2 blanques peó · d1 blanques cavall · e1 negres torre · h1 blanques rei | f7 negres peó · g7 negres rei · h6 negres peó · b4 negres peó · g4 blanques peó · b3 blanques peó · d3 blanques torre · g3 blanques peó · d2 blanques cavall · f2 negres dama · g2 blanques alfil · h2 blanques peó · d1 blanques cavall · e1 negres torre · h1 blanques rei | f7 negres peó · g7 negres rei · h6 negres peó · b4 negres peó · g4 blanques peó · b3 blanques peó · d3 blanques torre · g3 blanques peó · d2 blanques cavall · f2 negres dama · g2 blanques alfil · h2 blanques peó · d1 blanques cavall · e1 negres torre · h1 blanques rei | f7 negres peó · g7 negres rei · h6 negres peó · b4 negres peó · g4 blanques peó · b3 blanques peó · d3 blanques torre · g3 blanques peó · d2 blanques cavall · f2 negres dama · g2 blanques alfil · h2 blanques peó · d1 blanques cavall · e1 negres torre · h1 blanques rei | f7 negres peó · g7 negres rei · h6 negres peó · b4 negres peó · g4 blanques peó · b3 blanques peó · d3 blanques torre · g3 blanques peó · d2 blanques cavall · f2 negres dama · g2 blanques alfil · h2 blanques peó · d1 blanques cavall · e1 negres torre · h1 blanques rei | f7 negres peó · g7 negres rei · h6 negres peó · b4 negres peó · g4 blanques peó · b3 blanques peó · d3 blanques torre · g3 blanques peó · d2 blanques cavall · f2 negres dama · g2 blanques alfil · h2 blanques peó · d1 blanques cavall · e1 negres torre · h1 blanques rei | 1 |
|   | a | b | c | d | e | f | g | h |   |

20.Ag3 Tc8 21.b3 g5 22.Axd6 Dxd6 23.g3 Cd7 24.Ag2 Df6 25.a3 a5 26.axb4 axb4 27.Da2 Ag6 28.d6 g4 29.Dd2 Rg7 30.f3
En Kaspàrov ha anat incrementant a poc a poc la pressió sobre la posició de Kàrpov, fins que aquest finalment decideix trancar-la.
30. ... Dxd6 31.fxg4 Dd4+ 32.Rh1 Cf6 33.Tf4 Ce4 34.Dxd3
El cavall és finalment capturat a d3, però a canvi de la dama de Kàrpov
34. ... Cf2+ 35.Txf2 Axd3 36.Tfd2 De3 37.Txd3
En Kàrpov té en aquest moment tres peces per la dama (normalment una compensació suficient), però les seves peces no estan suficientment coordinades per parar l'atac de Kaspàrov.
37. ... Tc1 38.Cb2 Df2 39.Dd2 Txd1+ 40.Cxd1 Te1+ Les blanques abandonen 0-1 (vegeu el segon diagrama)

### Partides 17 a 23 - Queda l'honor
Les partides 17 i 18 foren taules curtes. A la partida 19 en Kàrpov, amb les peces negres, va adoptar una estratègia d'obertura inusual que eventualment se li va girar en contra. En Kaspàrov va guanyar la partida en 42 jugades, i va ampliar el seu avantatge en 2 punts. Amb en Kaspàrov necessitant només quatre taules de cinc partides per esdevenir el nou Campió del món, en Kàrpov necessitava començar ja a guanyar partides.
A la partida 20, en Kàrpov lluità durament per assolir la victòria, però fou incapaç de guanyar, i s'acordaren taules després de 85 jugades. La partida 21 també va acabar en taules, aquest cop amb en Kaspàrov dominant durant la major part de la partida.
A la partida 22, en Kaspàrov va cometre una seriosa errada a partir d'una bona posició, i va perdre la partida després de diversos errors més per ambdós bàndols.
La partida 23 va finalitzar en taules, deixant en Kaspàrov amb 12 points contra els 11 de Kàrpov. En Kàrpov necessitava guanyar, amb blanques, la darrera partida per empatar el matx i retenir el títol.

### Partida 24 - Kàrpov obligat a guanyar
En Kaspàrov ha anomenat la partida 24 la "partida de la seva vida" i ha dit que preparar l'estratègia d'aquesta partida li va generar moltes dificultats. El seu estil de joc no és tendent a jugar per taules, de manera que va decidir acceptar una batalla oberta, amb oportunitats per ambdós bàndols.
En Kàrpov va començar un atac directe sobre el rei de Kaspàrov ja a la jugada 15, i va tenir possibilitats de bastir un fort atac. En Kaspàrov es va defensar bé, i va assolir l'oportunitat de llançar un contraatac. Sota la pressió del rellotge, en Karpov va cometre un error decisiu a la jugada 36, i es va acabar rendint a la 42 per deixar el marcador final en 13-11 per Kaspàrov, el nou Campió del món.

## Resultats
El matx es jugava al millor de 24 partides. Si acabés 12-12, en Kàrpov retindria el títol.
|                                 | 1 | 2 | 3 | 4 | 5 | 6 | 7 | 8 | 9 | 10 | 11 | 12 | 13 | 14 | 15 | 16 | 17 | 18 | 19 | 20 | 21 | 22 | 23 | 24 | Punts |
| ------------------------------- | - | - | - | - | - | - | - | - | - | -- | -- | -- | -- | -- | -- | -- | -- | -- | -- | -- | -- | -- | -- | -- | ----- |
| Garri Kaspàrov (Unió Soviètica) | 1 | ½ | ½ | 0 | 0 | ½ | ½ | ½ | ½ | ½  | 1  | ½  | ½  | ½  | ½  | 1  | ½  | ½  | 1  | ½  | ½  | 0  | ½  | 1  | 13    |
| Anatoli Kàrpov (Unió Soviètica) | 0 | ½ | ½ | 1 | 1 | ½ | ½ | ½ | ½ | ½  | 0  | ½  | ½  | ½  | ½  | 0  | ½  | ½  | 0  | ½  | ½  | 1  | ½  | 0  | 11    |